# Audemars Piguet

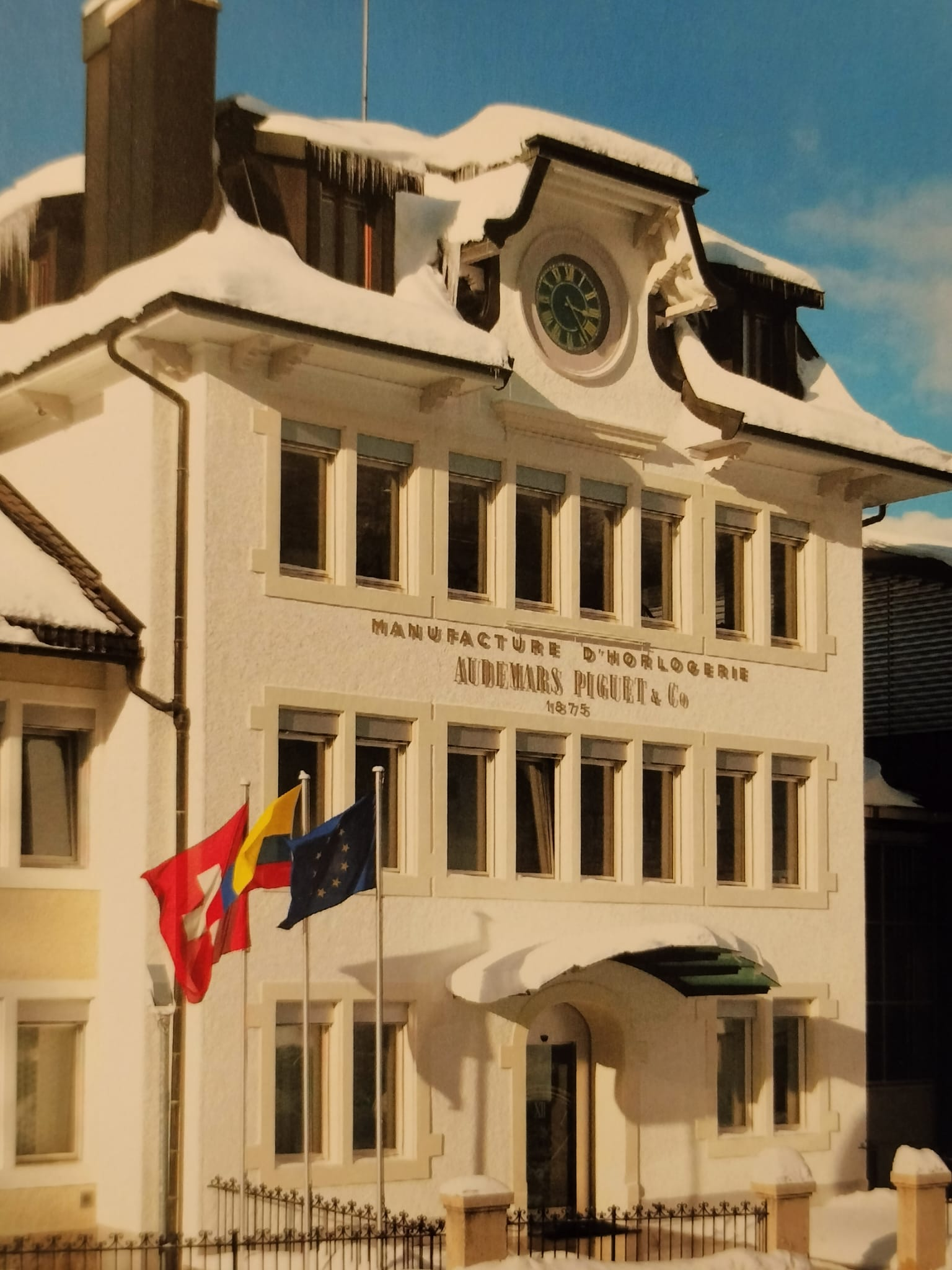
Sede Audemars Piguet a Le Brassus

Audemars Piguet è un'azienda svizzera produttrice di orologi da polso di lusso, fondata nel 1875 da Jules-Louis Audemars ed Edward Auguste Piguet. La sede si trova a Le Brassus, nella vallée de Joux, nel Canton Vaud, in Svizzera..

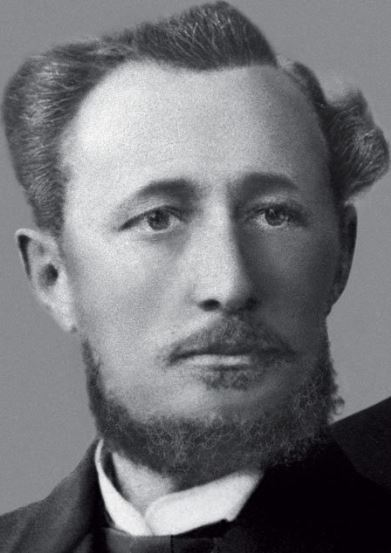
Jules-Louis Audemars (1851-1918)

Una discendente dei fondatori, Jasmine Audemars pronipote di Jules-Louis Audemars, è nel 2013 a capo del Consiglio di Amministrazione dell'azienda..
Il marchio è presente in 88 paesi, ha 1.200 dipendenti (di cui 900 in Svizzera) e dispone di una dozzina di filiali che assieme a 23 negozi assicurano la commercializzazione dei prodotti in tutto il mondo. L'azienda produce oltre 26.000 pezzi all'anno, interamente confezionati a mano.
È stato lo sponsor principale del Team Alinghi durante le edizioni dell'America's Cup del 2003 e del 2007.

## Storia

### Le origini e lo sviluppo internazionale (1875-1920)
Il 17 dicembre 1875, Jules-Louis Audemars decide di aprire una bottega di orologeria nella fattoria di famiglia situata a Le Brassus, nella Vallée de Joux, nel Canton Vaud, in Svizzera, dopo aver seguito un apprendistato in orologeria presso suo padre. Jules-Louis si occupa del ripasso degli orologi a complicazione, con la responsabilità del controllo finale degli articoli prima della commercializzazione.
Gli ordini cominciarono ben presto ad arrivare, per cui Audemars chiese aiuto a un vecchio compagno di studi, Edward-Auguste Piguet, che aveva pure appreso in famiglia la tecnica dell'orologeria.

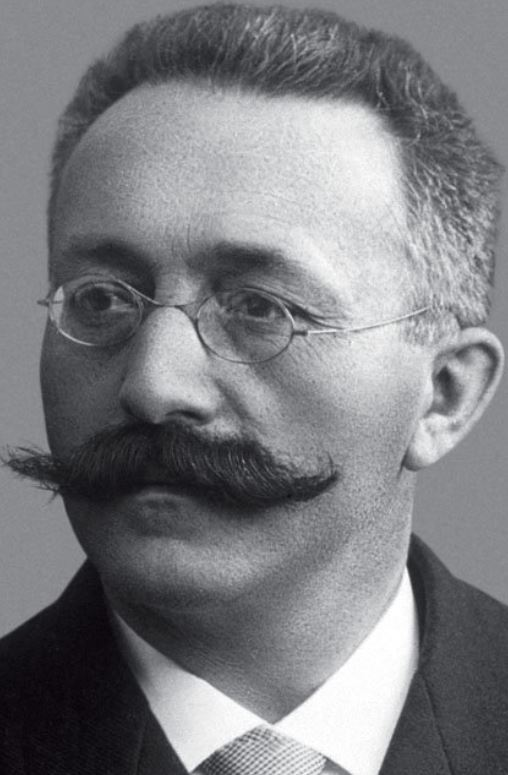
Edward-Auguste Piguet (1853-1919)

I due lavorarono assieme per sei anni, finché decisero di associarsi per creare e vendere i propri modelli. Il 17 dicembre 1881 decisero di firmare un contratto per la costituzione della loro azienda e fondano la fabbrica di orologi "Audemars Piguet & Cie"..
Fin dall'inizio l'azienda si specializzò nella produzione di orologi a complicazione e meccanismi di precisione.
Jules-Louis Audemars e Edward-Auguste Piguet costruirono la loro fama grazie alla qualità del loro lavoro e alla modernità dei loro orologi. Jules-Louis si occupava della produzione, mentre Edward-Auguste apportava il tocco finale ai prodotti, indirizzati a un pubblico alto di gamma che apprezza le loro creazioni originali. Audemars Piguet punta all'innovazione, arrivando anche a personalizzare i modelli per i propri clienti.

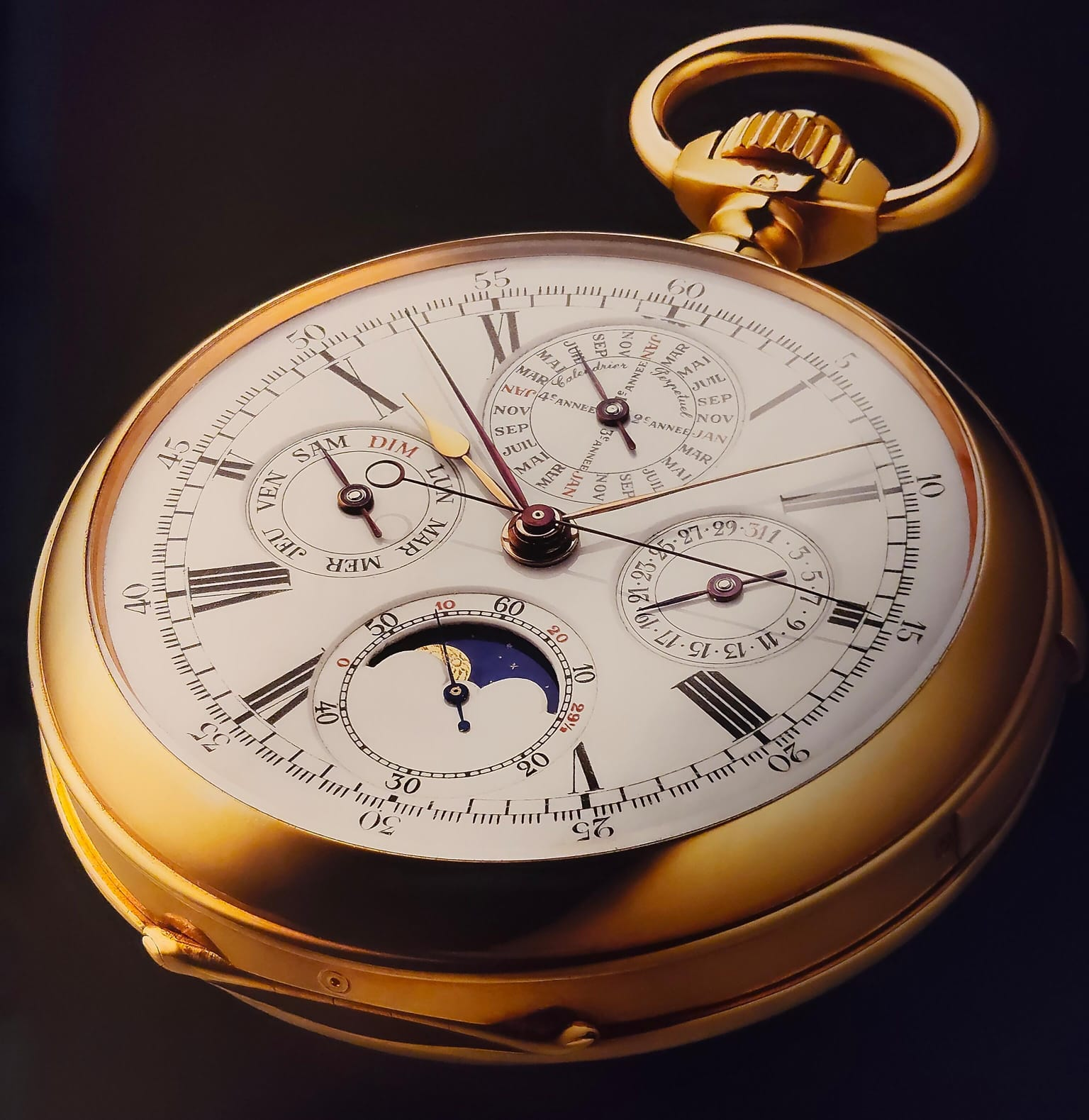
Audemars Piguet Triple Complication con cronografo con contaminuti centrale, calendario perpetuo e ripetizione minuti, risalente al 1880 circa

A partire dal 1880 circa, Audemars Piguet presenta i primi modelli con calendario perpetuo, ripetizione dei minuti e cronografo. Questo modello viene definito anche Triple Complication. L'azienda comincia ad assumere nuovo personale e si specializza negli orologi a suoneria. Ben presto i due fondatori riorganizzano i loro compiti: Jules-Louis continua ad occuparsi della produzione, mentre Edward-Auguste si dedica allo sviluppo commerciale dell'azienda.
La società aprì la prima filiale a Ginevra nel 1885. Nel 1886 è stato realizzato il primo cronografo di dimensioni contenute (meno di 23mm, quindi adatto per essere incassato in un orologio da polso). Nel 1888, la gamma prodotti viene venduta in negozi indipendenti a Berlino, New York, Parigi e Buenos Aires. L'entrata ufficiale sul mercato francese avviene l'anno successivo, quando l'azienda presenta la sua collezione di orologi da taschino all'Esposizione universale di Parigi del 1889. Con 70 dipendenti, Audemars Piguet diviene il terzo più importante datore di lavoro del Canton Vaud.
Nel 1892 viene realizzato il primo orologio da polso con ripetizione dei minuti, in una cassa di 18mm di diametro, costruito in collaborazione con l'atelier Louis Brandt & Frére della fabbrica di orologi Helvetia. Si tratta di un'innovazione mondiale.
Nel 1897 la Maison vende una spilla contenente un movimento a carica manuale dotato di ripetizione minuti: siamo agli albori della tecnica orologiera, ma con questa realizzazione la Maison dimostra di padroneggiare anche le importanti complicazioni e di saperle miniaturizzare.
Nel 1899, l'azienda lancia un orologio da taschino a grande complicazione. Le funzionalità comprendono una grande e una piccola suoneria, un meccanismo di ripetizione dei minuti con carillon, la sveglia, calendario perpetuo e cronografo. L'orologio è stato ribattezzato "Universelle".
Lo scoppio della prima guerra mondiale porta a un rallentamento della produzione e dello sviluppo di nuovi modelli.

### La ripresa tra le due guerre mondiali (1920-1950)

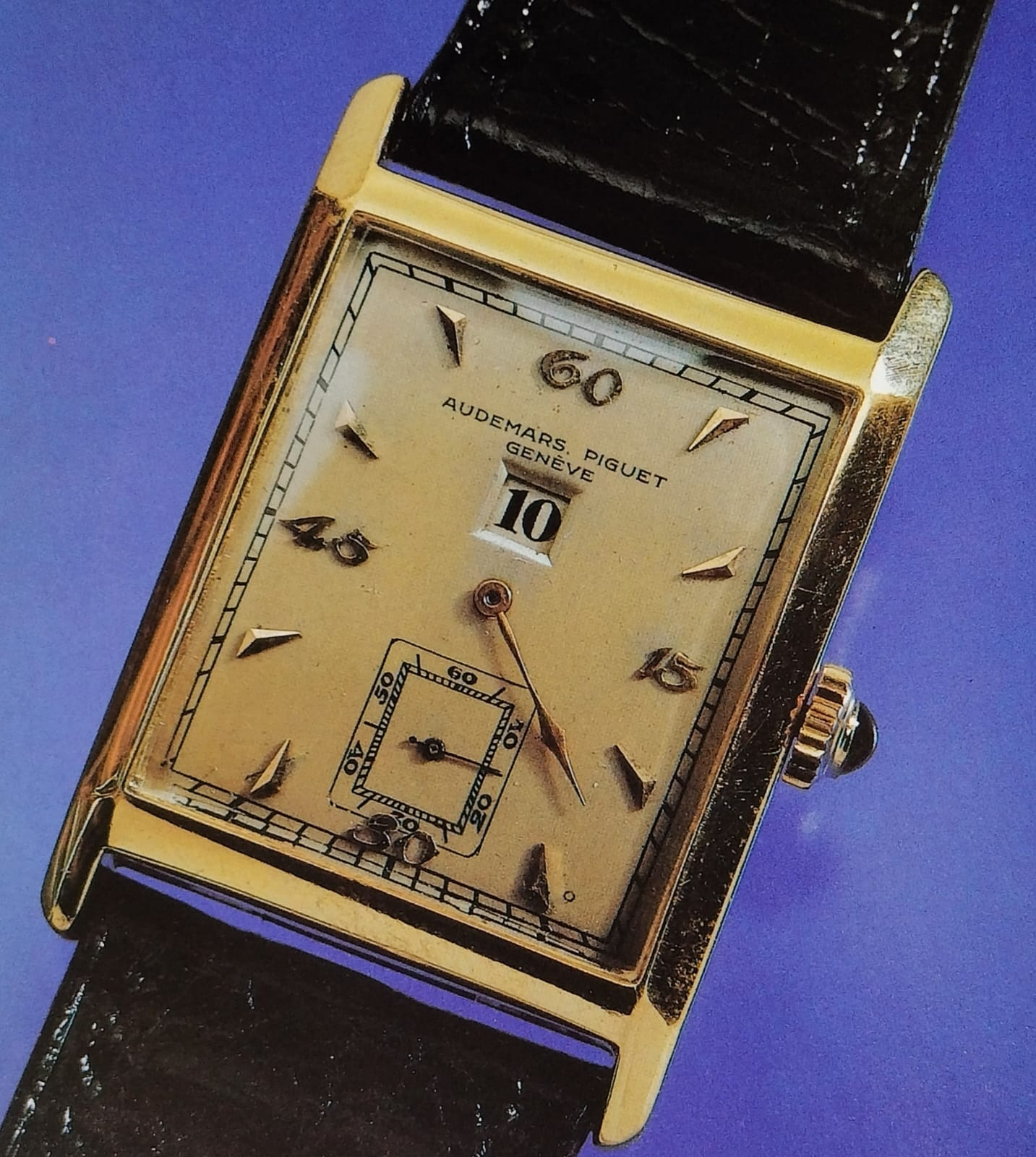
Audemars Piguet salterello, anni '30 circa

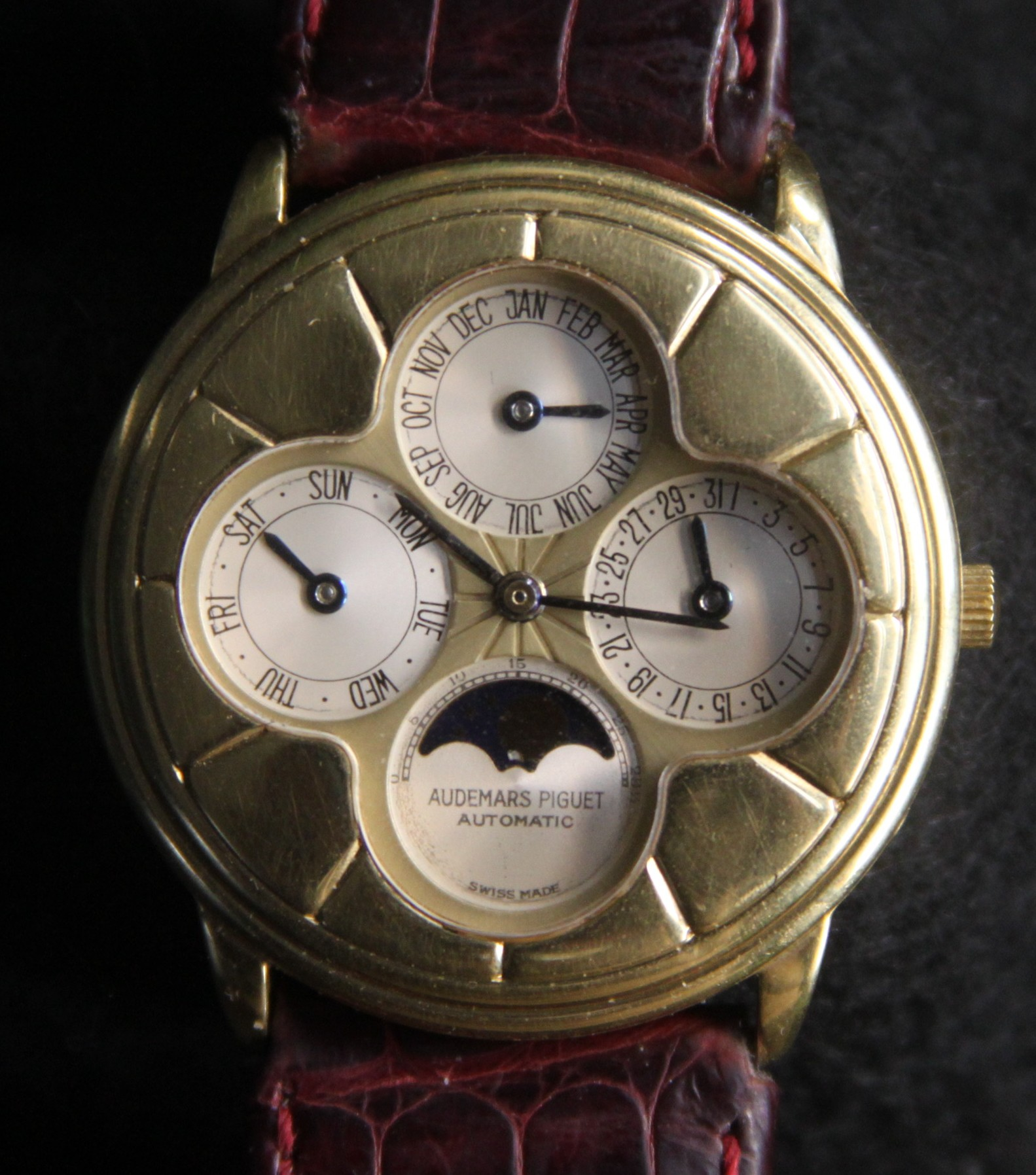
Calendario Perpetuo senza visualizzazione di anno bisestile

Dopo la morte di Audemars e di Piguet, rispettivamente nel 1918 e 1919, la società passò ai rispettivi figli (Jacques-Louis Audemars e Paul Edward Piguet) e continuò a crescere ottenendo un notevole successo al punto che altri marchi come Tiffany & Co., Cartier e Bulgari, acquistavano orologi dalla Audemars Piguet e li rivendevano col loro nome. Oggi questi orologi sono identificabili guardando il loro numero di serie.

Più tardi Audemars Piguet lanciò sul mercato vari orologi, come, nel 1921, il primo salterello da polso, nel 1922 il più sottile ripetitore di minuti al mondo, nel 1924 il primo orologio da polso con calendario perpetuo (che entrerà ufficialmente a catalogo come complicazione a partire dal 1941) e nel 1925 l'orologio da tasca più sottile (da 1,32mm).

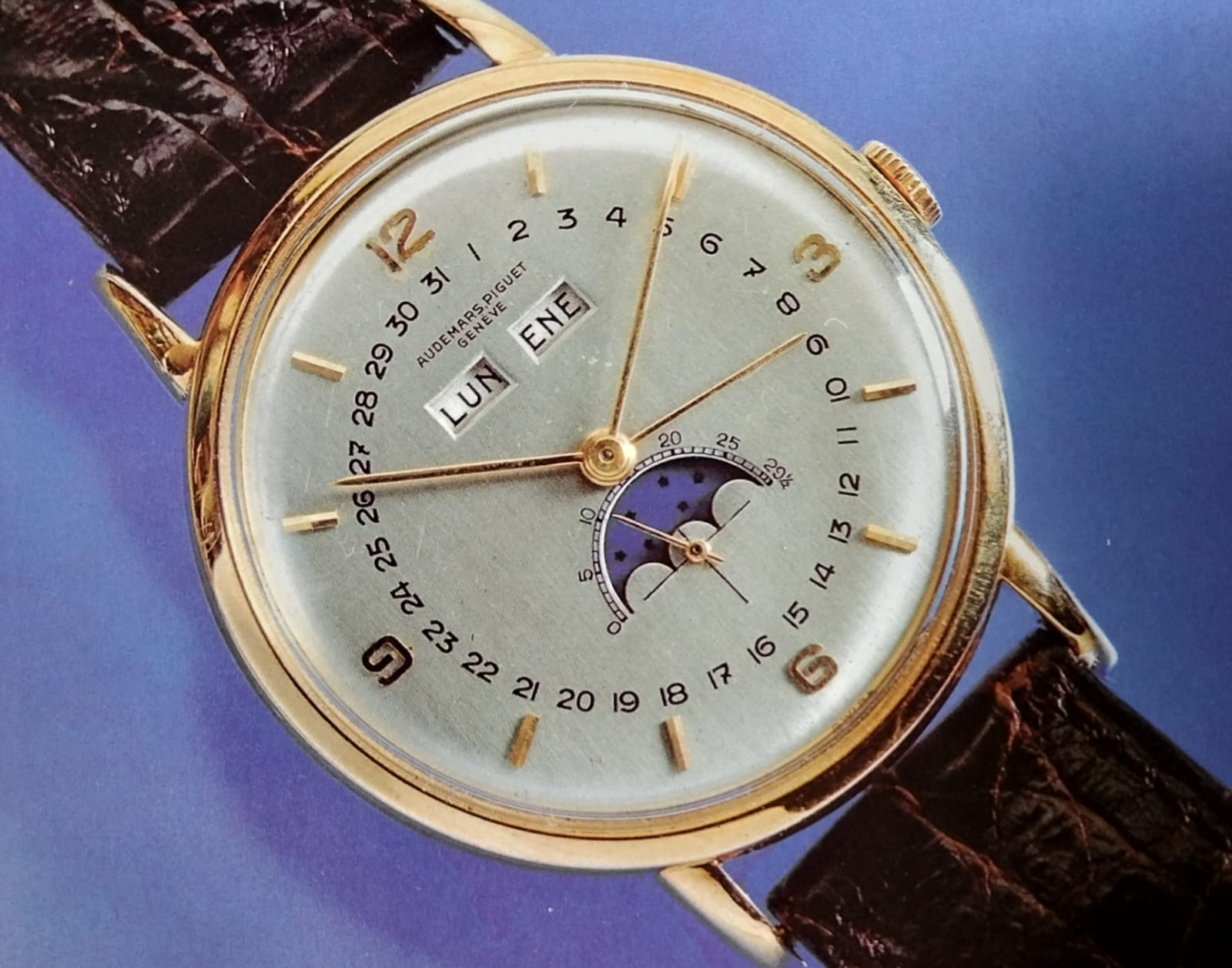
Audemars Piguet con calendario completo risalente a metà anni '40

Tra la fine degli anni '20 e l'inizio dei '30, Audemars Piguet come molte altre aziende accusò il periodo di crisi e il crollo del mercato azionario, entrando in un periodo buio. Negli anni Trenta, per contenere i costi e rafforzare la produttività, Audemars Piguet entra a far parte della SAPIC, un consorzio orologiero in cui si riunivano anche altre aziende come Jaeger-LeCoultre e Vacheron Constantin. L'ingresso in SAPIC consentì ad Audemars Piguet di stringere un importante, proficuo e duraturo rapporto di collaborazione con Jaeger, la quale fornì numerose ébauches (movimenti base grezzi) ad Audemars Piguet (e a Vacheron), la quale si occupava invece di regolarle, rifinirle e incassarle nei suoi segnatempo. In questo periodo vengono realizzate numerose complicazioni, come i cronografi, i calendari completi, le ripetizioni minuti, le ore saltanti, i quadranti scheletrati. Il primo movimento ultrasottile solotempo montato da Audemars Piguet risale alla fine degli anni Trenta, con il calibro 9ML a carica manuale, realizzato da Louis Elisée Piguet (dell'azienda Frédéric Piguet).
Durante la Seconda Guerra Mondiale l'azienda fu in grado di tornare prepotentemente sul mercato grazie alla produzione di un cronografo ultra sottile il cui movimento era il Calibro 2003.

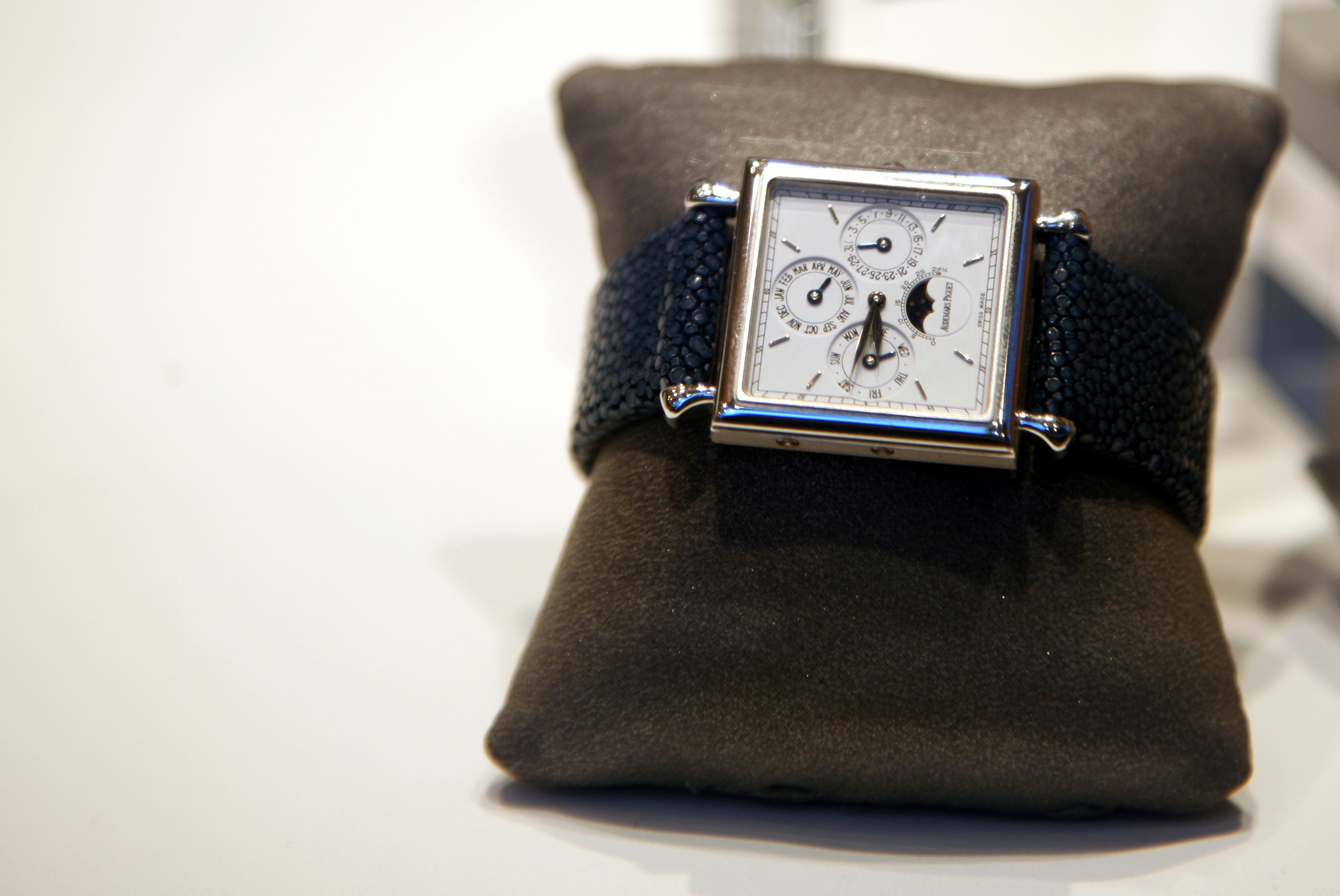
Audemars Piguet con calendario perpetuo senza indicazione degli anni bisestili e cassa quadrata.

### Anni Cinquanta e Sessanta: Gli anni d'oro dell'orologeria svizzera
Le vendite incrementarono tra gli anni '40 e '50, ed Audemars Piguet incassò nei suoi orologi il primo movimento automatico: il calibro 2498, che non era un calibro ultrasottile. Il movimento automatico più sottile allora in produzione entra in commercio nel 1967, e fu ribattezzato Audemars Piguet 2120, basato sull'ébauche realizzata da Jaeger-LeCoultre col nome di 920. Questo movimento è dotato di un rotore in oro da 21 carati ed è spesso solamente 2,45mm, ed è tutt'oggi il calibro automatico a rotore centrale più sottile del mondo (superato solamente da alcuni movimenti con massa oscillante periferica).
Un altro esempio di proficua collaborazione tra JLC ed Audemars Piguet è testimoniata anche nel movimento Audemars Piguet 2001 (base Jaeger-LeCoultre 901), un calibro a carica manuale ultrasottile di ottima qualità e dalle rifiniture eccellenti. Un altro importante calibro ultrasottile (a carica manuale) viene incassato dall'azienda, soppiantando il vecchio 9ML di realizzazione Frédéric Piguet: si tratta dell'Audemars Piguet 2003 (realizzato su ébauche Jaeger-LeCoultre 849, e montato anche da Vacheron Constantin con il nome di 1003). 

Nel 1945 Georges Golay entra in azienda, fino a diventare Amministratore Delegato a partire dal 1966.

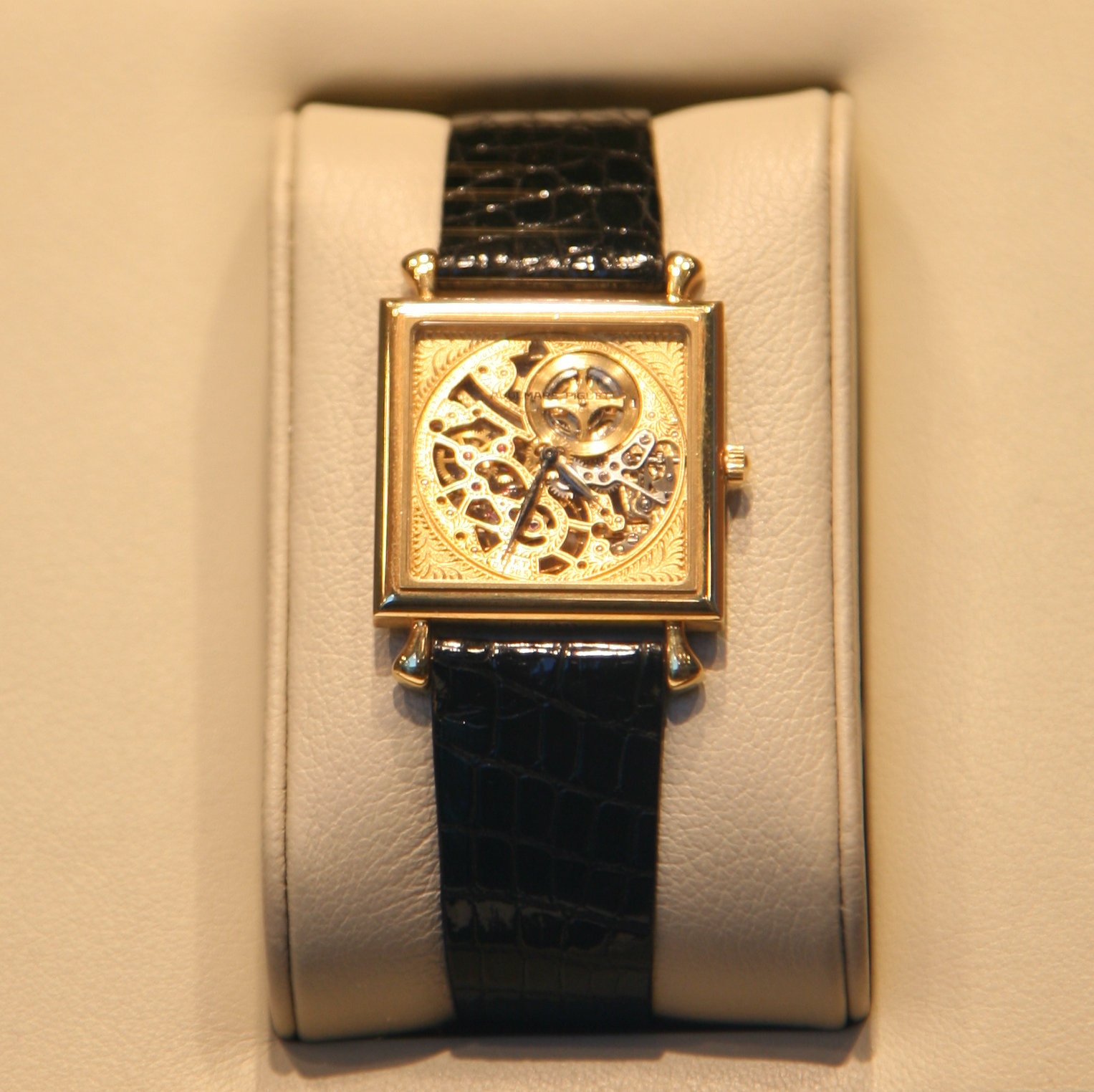
Audemars Piguet scheletrato

I primi orologi da polso dotati della complicazione del calendario perpetuo non presentavano l'indicazione dell'anno bisestile, che viene integrata nel 1955 con la ref. 5516 (già la ref. 5516 esisteva, a partire dal 1948, ma inizialmente era sprovvista dell'indicazione dell'anno bisestile). Si tratta (com'era stato per il primo orologio da polso dotato di calendario perpetuo) di una prima mondiale. Montava un calibro Valjoux VZSSQP. Diversi movimenti Valjoux VZ sono stati adottati da Audemars Piguet per molteplici segnatempo, come cronografi, ore del mondo, orologi da polso solotempo certificati cronometri, ed altri.

### Anni Settanta: l'avvento del Royal Oak

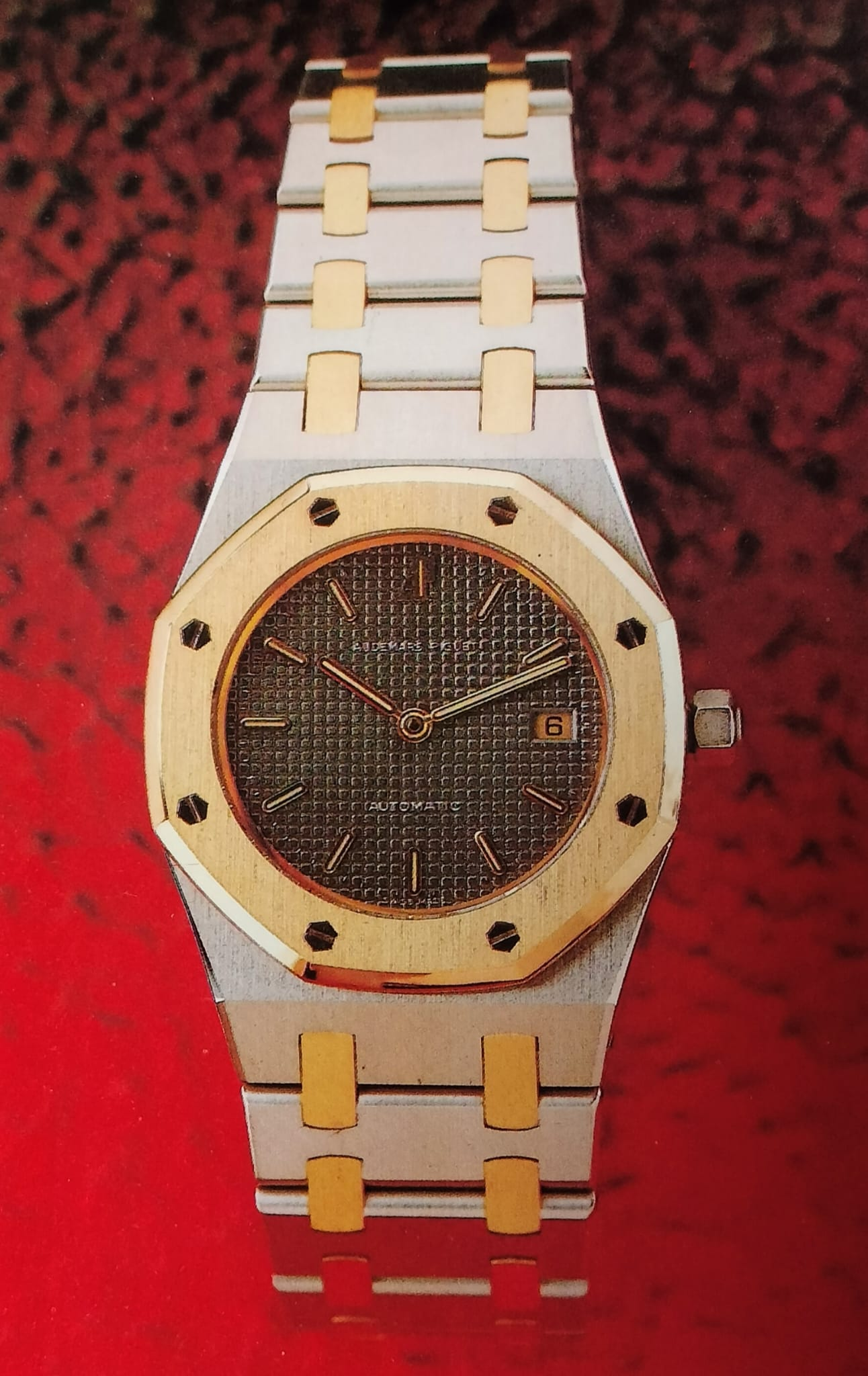
Audemars Piguet Royal Oak in oro e tantalio, fine anni '80/primi '90

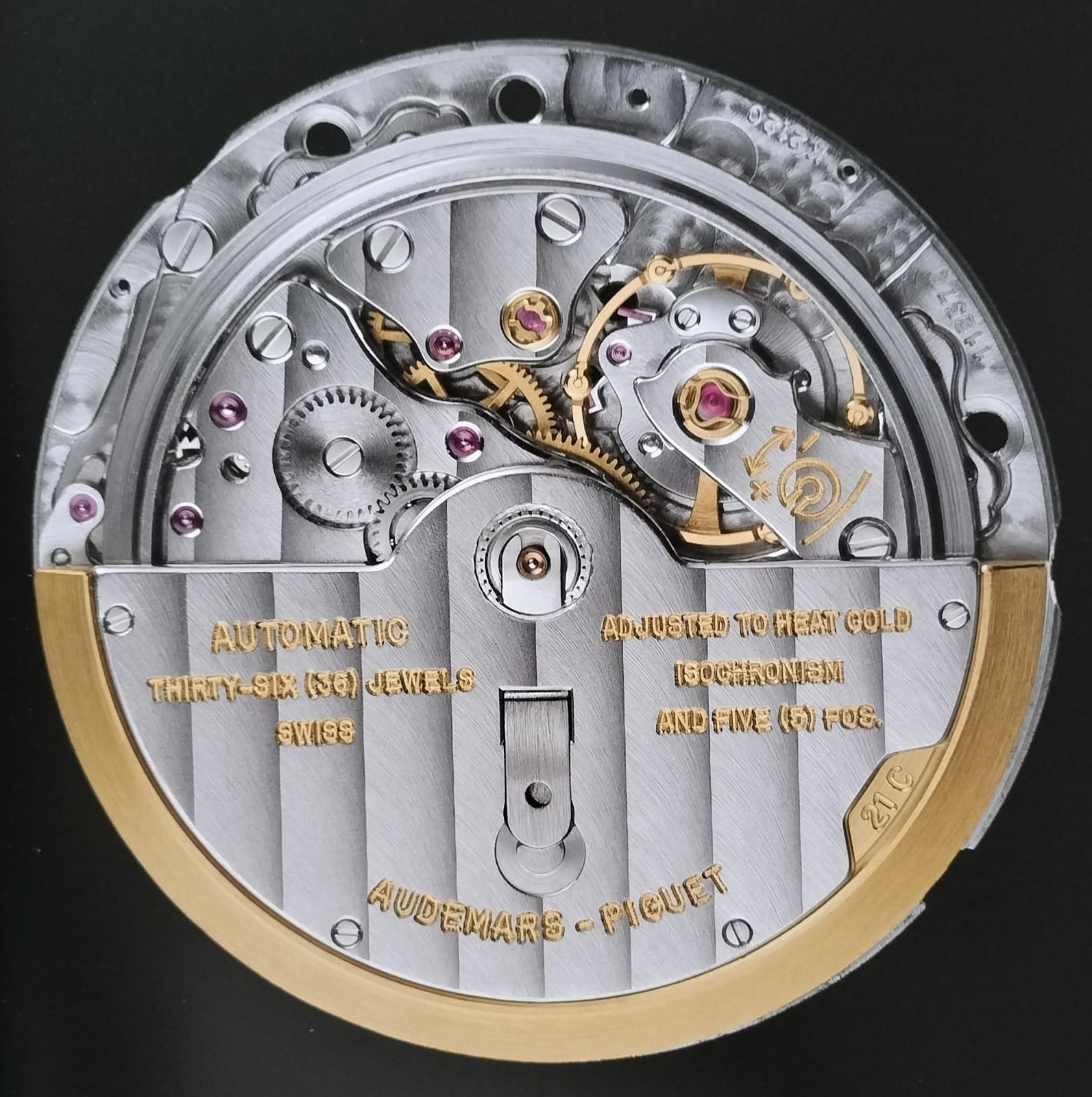
Calibro automatico Audemars Piguet 2120, realizzato su ébauche Jaeger-LeCoultre 920

Il Royal Oak è stato introdotto nel 1972 e fu progettato da Gérald Genta, e fortemente voluto dall'allora Amministratore Delegato del marchio Georges Golay. Si tratta di un orologio da polso elegante, ma nello stesso tempo sportivo, realizzato originariamente in acciaio (poi declinato in doppia combinazione acciaio e oro e solo in materiale pregiato), caratterizzato da una lunetta ottagonale serrata con viti, la quale richiama l'oblò di una nave, o la visiera di una tuta da palombari. Il nome "Royal Oak" deriva da quello di tre vascelli costruiti in acciaio dalla Royal Navy. Il movimento originariamente montato dal Royal Oak era l'Audemars Piguet 2120, basato sull'ébauche Jaeger-LeCoultre 920, che è ancor oggi il calibro automatico con rotore centrale più sottile di sempre. Il celebre designer Gérald Genta, già noto ai tempo per aver collaborato con Hamilton, Universal Geneve (ha disegnato il Polereuter) e Omega (per il Constellation) ha riferito che l'idea della lunetta ottagonale gli fu ispirata da una sua giovanile reminiscenza di un casco di un sommergibile che stava per immergersi nel Lago di Ginevra. Al momento del commercio, il Royal Oak si distingue, oltre che per l'audacia delle linee, come l'orologio in acciaio più caro mai venduto, con i suoi 3300 franchi svizzeri. Inizialmente, tuttavia, il modello non ottiene il successo sperato, sia per via dell'eccessivo costo, sia per le sue forme assai moderne, di rottura con la tradizione. Inoltre, si trattava di un orologio non semplice né economico da produrre. Infine la gente era legata maggiormente agli orologi in materiale pregiato, specie se di marchi prestigiosi. Alla fine del primo anno vennero prodotti 565 Royal Oak ref. 5402. Uno dei volani che innescarono le vendite del Royal Oak fu la pubblicità fatta da Gianni Agnelli, che lo indossava sopra il polsino della camicia, spingendo altri uomini di stile a fare lo stesso. Dopo un paio d'anni dal lancio, il successo dell'orologio diviene tangibile: Audemars Piguet nel 1974 raddoppia il fatturato, che tocca i 25 milioni di franchi svizzeri, e arriva a dar lavoro a 125 dipendenti: numeri in controtendenza rispetto al panorama orologiero elvetico, fiaccato dalla crisi portata dalla rivoluzione del movimento al quarzo, che ha causato la chiusura di circa un migliaio di marchi produttori di orologi.
Nel corso dei decenni l'orologio, diventato leggenda, è stato poi proposto con diverse complicazioni e dimensioni, anche per i polsi femminili. Questo orologio è stata una vera fortuna per Audemars Piguet, grazie al quale è riuscito a imporsi anche nei decenni di maggior crisi provocati dall'avvento della precisa ed economica tecnologia del quarzo.

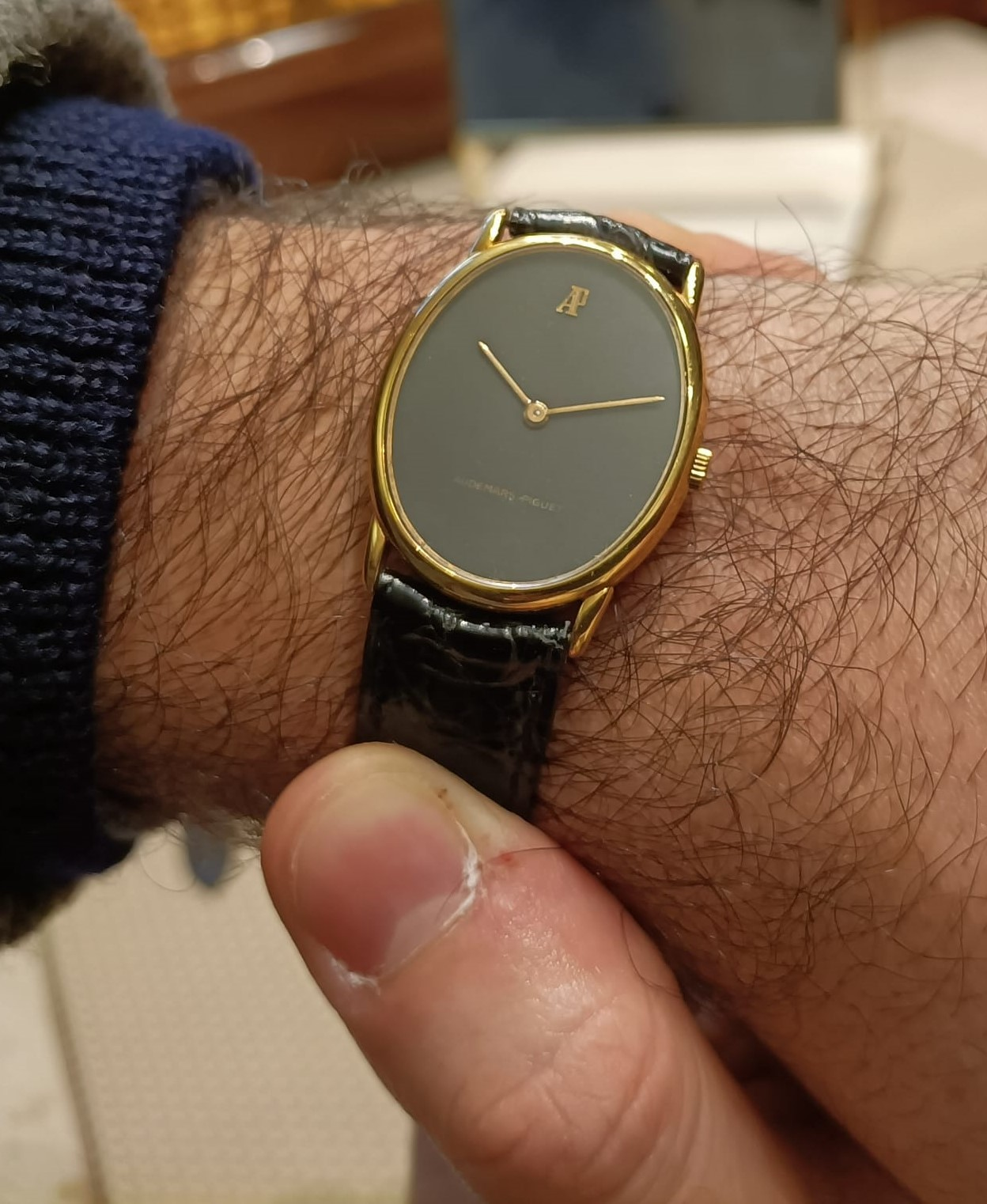
Audemars Piguet dress watch in oro carica manuale, fine anni '70

Il successo di questo orologio è tale che anche altre case orologiere ne replicano l'estetica, e più in generale il design di Genta (anche grazie al Patek Philippe Nautilus, disegnato anch'esso da costui nel 1976) diventa il simbolo di un'epoca in cui ci si allontana dall'orologio di lusso in materiale pregiato, per abbracciare l'utilizzo dell'acciaio anche in alta orologeria e aprirsi a forme meno convenzionali. La fortuna del Royal Oak lo rese un segnatempo facilmente omaggiabile da numerose altre case orologiere (come ad esempio Bulova, Eberhard e Breil negli anni Ottanta).
Sempre negli anni Settanta, seguendo la moda intrapresa anche da altre aziende, anche Audemars Piguet si lancia nella realizzazione di molteplici modelli (perlopiù eleganti) con quadranti in pietra dura, come il granato, il lapislazzuli, la malachite, l'occhio di tigre e molte altre pietre.
Tra il 1976 e il 1981, Audemars Piguet lancia sul mercato ventotto diversi modelli di Royal Oak, alimentati da sette differenti movimenti, offerti in ampia scelta di opzioni di cassa e quadrante. Proprio al 1976 risale la prima variante del Royal Oak per donna (ref. 8638), dal diametro di 29mm, realizzata da Jacqueline Dimier, responsabile design di prodotto da metà anni Settanta fino al 1999. La nuova referenza montava un calibro automatico: l'Audemars Piguet 2062 da 15mm circa di diametro. L'anno successivo arrivano anche le varianti in oro e in oro e acciaio. La piccola ref. 8638 da donna è nota anche come "Royal Oak II", poiché è il secondo modello Royal Oak ad essere entrato in produzione.
Già a partire dal 1967 i movimenti dei calendari perpetui realizzati da Audemars Piguet diventano particolarmente sottili grazie all'adozione dell'ébauche realizzata da Jaeger-LeCoultre in collaborazione con Dubois-Dèpraz e che viene rifinita dall'azienda di Le Brassus e chiamato 2120/2800. Il movimento complessivamente aveva uno spessore inferiore ai 3,5mm. Da questo movimento nasce la ref. 5548, un segnatempo in oro o platino (commercializzato a partire dal 1976-1977) dalle linee classiche e dalla cassa tonda da 36mm di diametro disegnato da Jacqueline Dimier e apprezzato per il suo spessore contenuto e per le sue dimensioni discrete. Con il passare degli anni, questi segnatempo con calendario perpetuo entrano nella collezione Jules Audemars, dedicata al fondatore dell'azienda. Nonostante la criticità del periodo storico in cui questo orologio si colloca (la rivoluzione portata dal movimento al quarzo), Georges Golay sposa appieno il progetto tanto che questa referenza è stata prodotta in 2183 esemplari.
Nel 1977 viene lanciata la ref. 4100, da 35mm di diametro: si tratta del primo Royal Oak in combinazione di materiali acciaio e oro, nonché del primo modello dalla misura intermedia (tra il 39mm del "Jumbo" e i 29mm del "Royal Oak II"). Dal momento che è il terzo Royal Oak entrato in commercio, è anche noto come "Royal Oak III". Nel 1978 è stata seguita dalla ref. 4153, dotata di lunetta diamantata.
Nel 1978 debutta inoltre la ref. 6005, nota come "Ligne AP Quartz", dalla cassa rettangolare priva delle viti di fissaggio tipiche del Royal Oak. Nonostante la prima Si tratta del primo orologio al quarzo della Maison. diffidenza da parte di Georges Golay e Jacques-Louis Audemars (figlio di uno dei fondatori) di introdurre il quarzo nella collezione Audemars Piguet, nel decennio 1980-90 i movimenti a batteria debuttano sul Royal Oak nel 1980, e saranno ben cinquantanove i modelli presentati e dotati di movimento a batteria, i quali nel 1986 occuperanno il 50% delle quote di mercato della collezione Royal Oak.
Nel 1979 viene anche realizzato un Royal Oak da tasca: si tratta della ref. 5691, a cui ne seguiranno altre, alcune dotate di complicazioni.

### Gli anni Ottanta
Nel 1985 viene discontinuata la ref. 6005. 
Negli Ottanta l'azienda si ingrandisce notevolmente, producendo circa il triplo degli orologi di quelli realizzati nel decennio precedente.

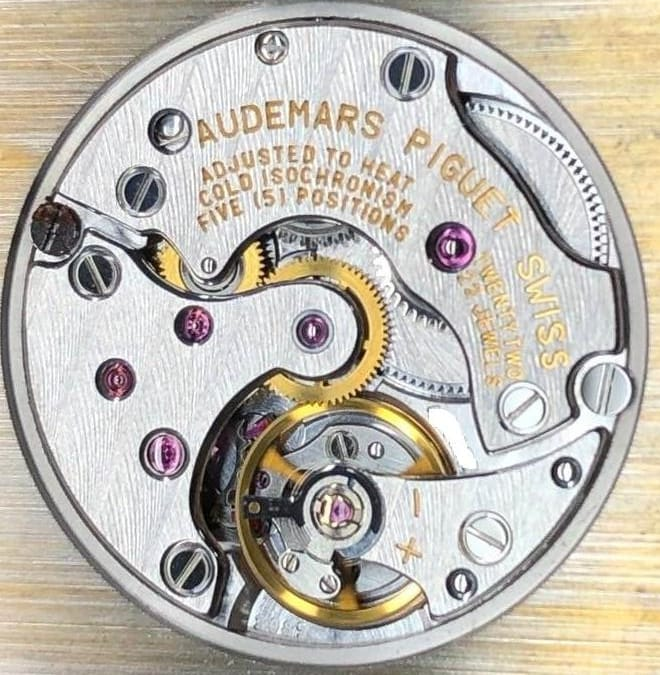
Audemars Piguet cal. 2085/2832

È del 1982 il modello Philosophique, dotato di un'unica lancetta che si sposta ogni quarto d'ora: un modo non convenzionale, filosofico, per misurare il tempo.
Risale al 1983 la prima complicazione montata sul Royal Oak: si tratta della ref. 5572, dotata di indicatori di data e giorno della settimana su due subdials a ore 3 e 9. Per via di questa configurazione il modello è stato ribattezzato "The Owl" (il gufo).
Nel 1984 anche il Royal Oak viene dotato di calendario perpetuo (ref. 5554), montando lo stesso calibro degli orologi con calendario perpetuo ultrasottili realizzati negli Settanta (l'Audemars Piguet 2120/2800). Tra il 1984 e il 1993 sono stati realizzati circa 1630 Royal Oak con calendario perpetuo, compresi i modelli con quadrante scheletrato. In questo periodo viene presentata la nuova collezione Edward Piguet, dedicata a uno dei due fondatori della Maison, e contraddistinta da linee sobrie rettangolari e dotata di molteplici complicazioni. Questa collezione sopravvivrà per un paio di decenni fino ad essere discontinuata attorno agli anni Duemiladieci. I calibri utilizzati in questi modelli erano derivati Jaeger-LeCoultre, come nel caso dell'automatico Audemars Piguet 2140 (ébauche Jaeger 960), a partire da metà anni Novanta, presente anche nei Royal Oak ref. 15000 e nei Millenary. Nel 1985 l'azienda contava 210 dipendenti.

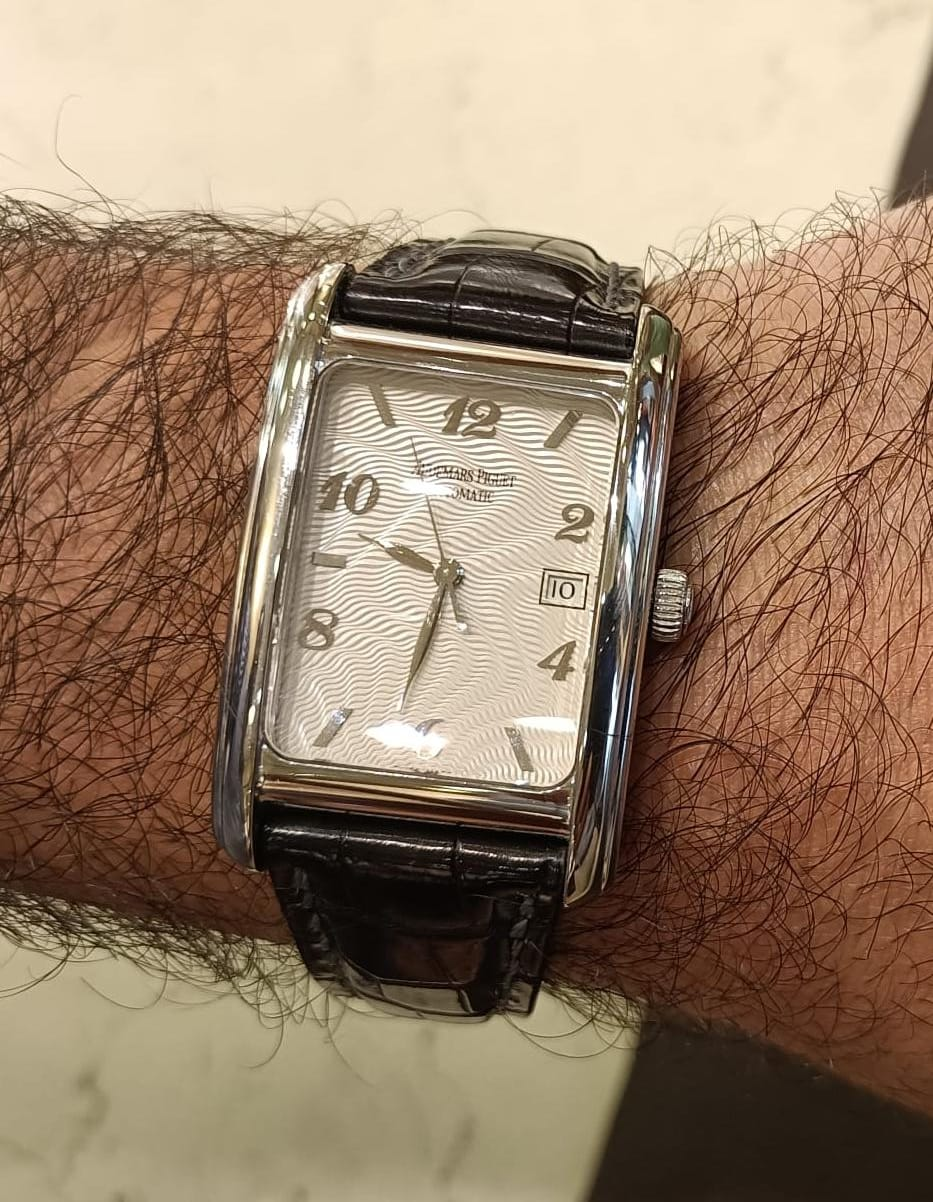
Audemars Piguet Edward Piguet ref. 15121BC in oro bianco, risalente ai primi anni 2000

Nel 1986 la Maison realizza il primo orologio automatico da polso dotato di tourbillon: la ref. 25643 siglò diversi nuovi primati contemporaneamente: oltre ad essere il primo tourbillon automatico al mondo, divenne anche il primo ad avere la gabbia del tourbillon sul lato del quadrante (e non sul retro, come era uso sui tasca negli anni Quaranta/Sessanta), e l'orologio con tourbillon più piccolo e sottile al mondo. La gabbia del tourbillon è stata realizzata impiegando il titanio, ed il suo peso si attesta a 0,134 grammi, rendendola la gabbia per tourbillon più leggera al mondo. La corona di carica, inoltre, è stata posta sul fondello. L'apposito movimento creato, l'Audemars Piguet 2870, aveva uno spessore inferiore ai 5 millimetri.
Nel 1987 Georges Golay muore.

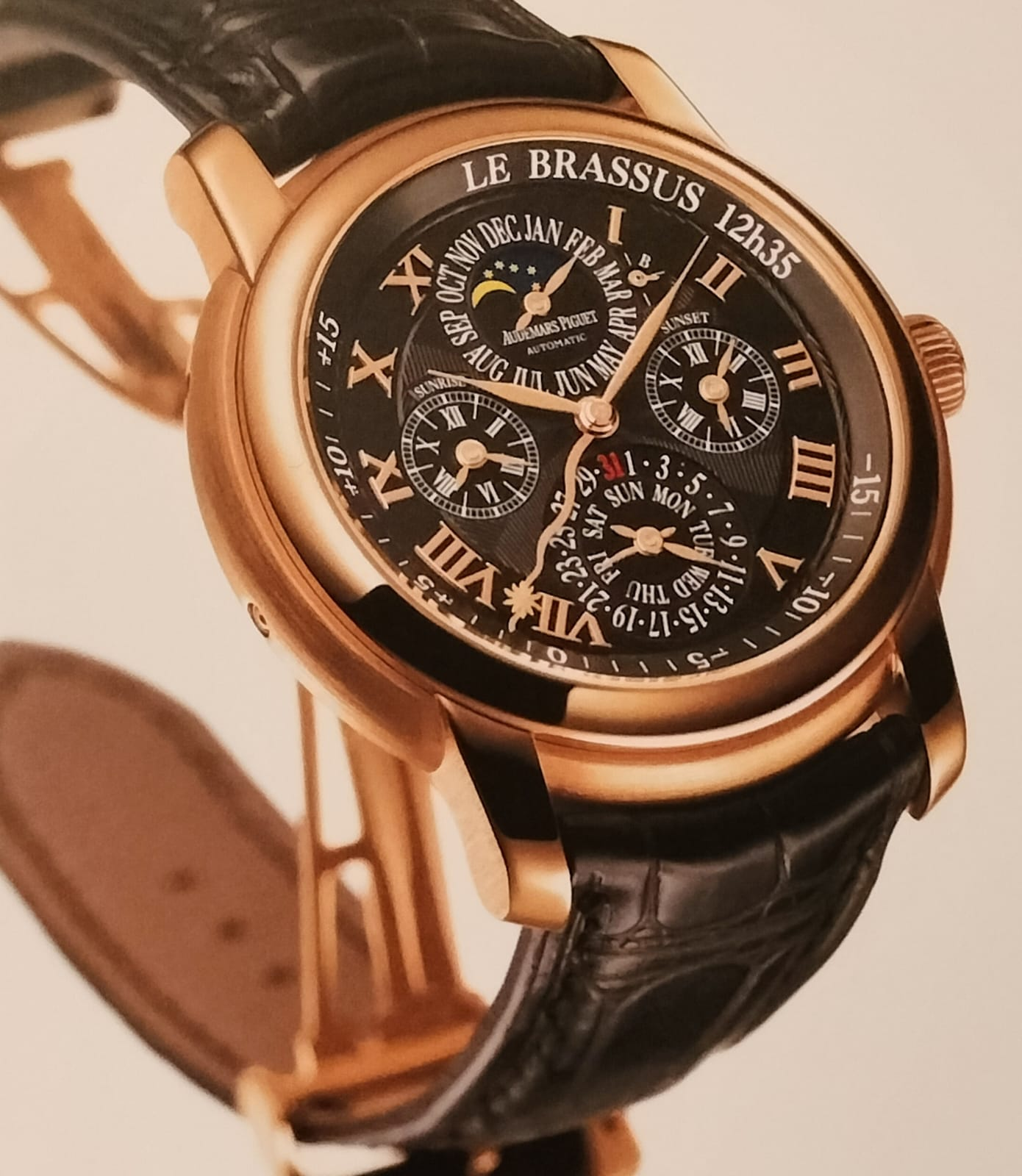
Audemars Piguet Jules Audemars con calendario perpetuo, equazione del tempo marciante ed indicazione delle ore di alba e tramonto (ref. 26003OR).

A partire dalla seconda metà degli anni Ottanta il Royal Oak è stato sempre più miniaturizzato, realizzandone diversi modelli anche al quarzo, fino ad un minimo di 24,5 millimetri di diametro, in modo da potersi adattare per qualunque tipo di polso.

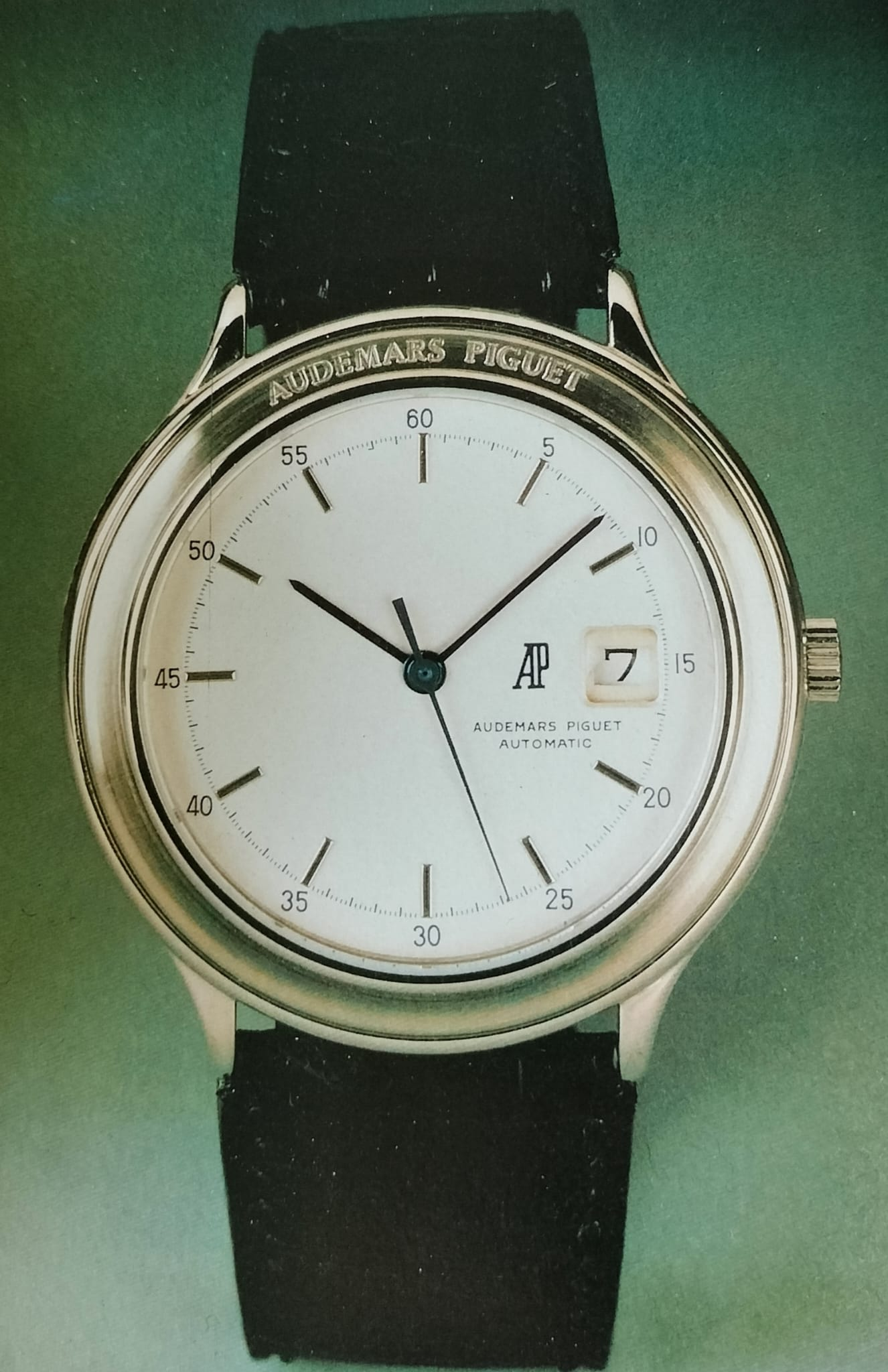
Audemars Piguet Huitième, fine anni '80

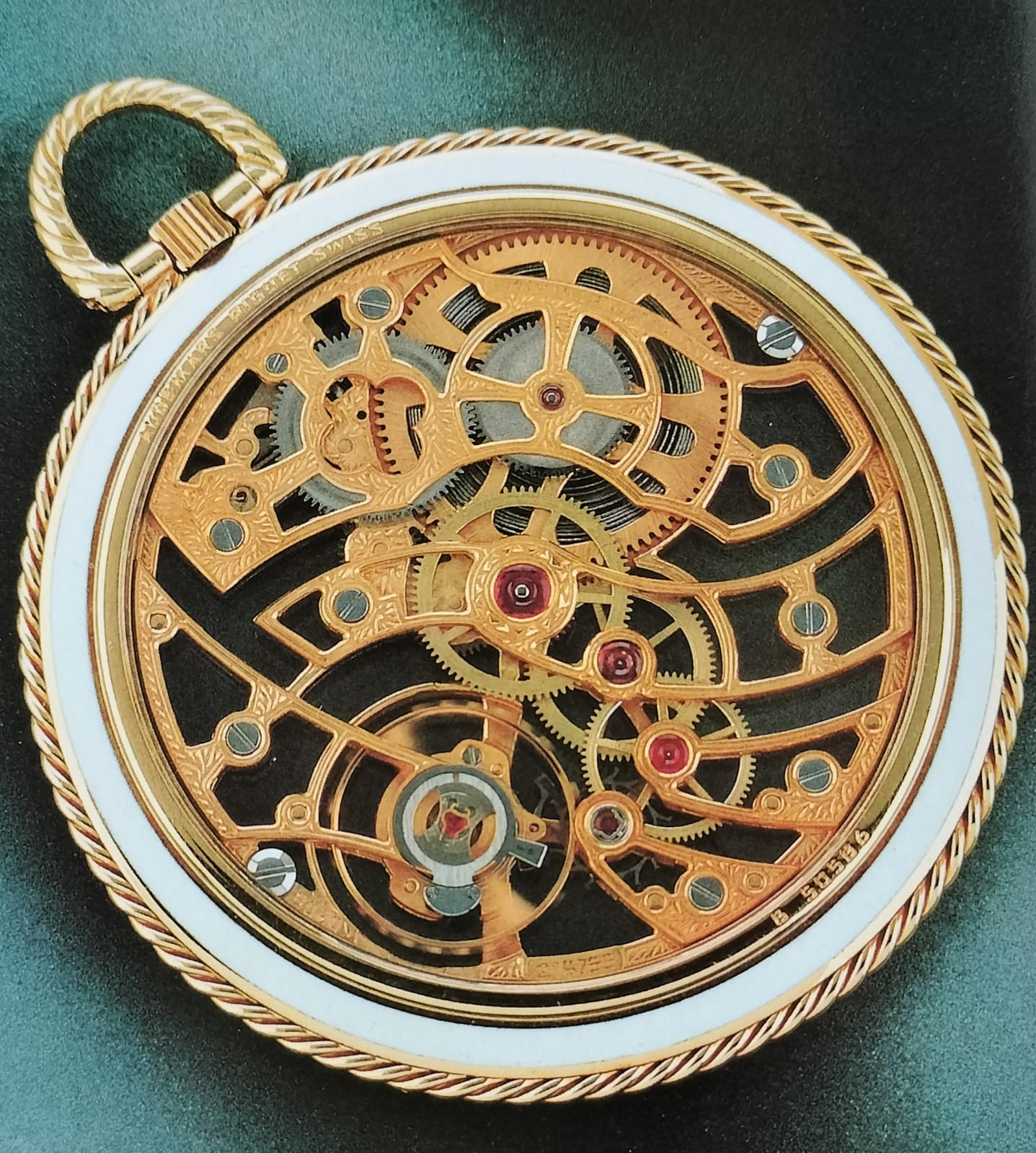
Audemars Piguet da tasca scheletrato e ultrasottile, finemente decorato

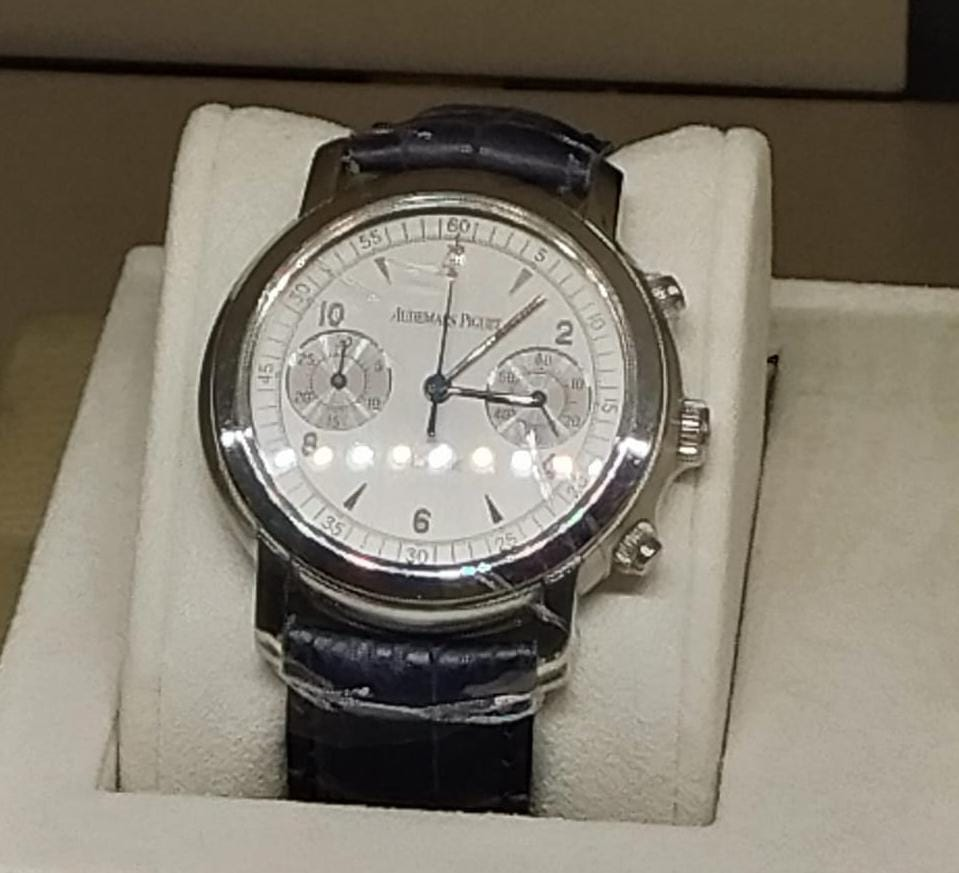
Audemars Piguet ref. 25859ST con calibro cronografico modulare automatico formato da una base tempo Jaeger-LeCoultre 889 e dal modulo cronografico Dubois-Dépraz 2000.

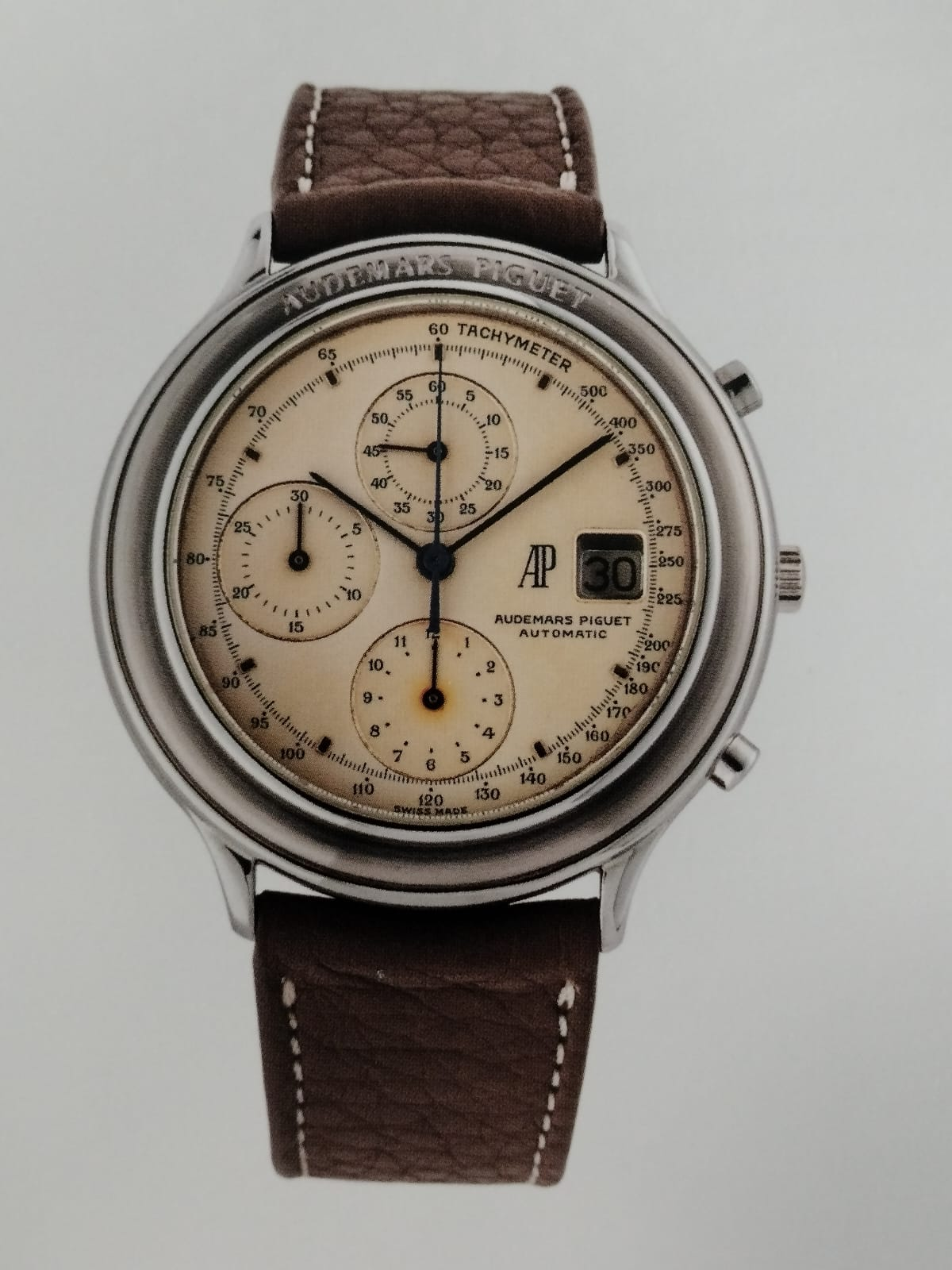
Audemars Piguet Huitième Chrono ref. ST25644 con movimento cronografico automatico modulare, risalente ai primi anni Novanta

Tra la fine degli anni Ottanta e l'inizio dei Novanta viene presentata la collezione Huitième, caratterizzata dalla lunetta liscia che riporta il nome del marchio. La collezione comprende sia orologi solotempo, sia dei cronografi, questi ultimi che montano un calibro base solotempo automatico realizzato da Jaeger-LeCoultre (chiamato 889), a cui è stato aggiunto un modulo cronografico realizzato da Dubois-Dépraz, chiamato 2000.
Nel 1989 Audemars Piguet realizza un orologio dedicato al suo primo ambassador: si tratta del golfista Nick Faldo, per il quale viene realizzato un Royal Oak Championship al quarzo con cassa in acciaio e tantalio realizzato in 2000 esemplari.

### Anni Novanta: il ritorno delle grandi complicazioni
All'inizio degli anni Novanta, Auemars Piguet conta circa duecento dipendenti e realizza all'incirca dodicimila orologi l'anno. In questo periodo inoltre acquista una quota di maggioranza dell'azienda Renaud et Papi, fondata da due maestri orologieri (Domenique Renaud e Giulio Papi) formatisi in Audemars Piguet già a partire da metà anni Ottanta e poi separatisi dall'azienda per fondarne una propria al fine di realizzare movimenti estremamente complicati e raffinati da vendere ad altre case orologiere.
Presentato a Baselworld 1991 è lo Star Wheel (ref. 25720), in cui tre dischi di zaffiro, che segnano le ore, scorrono lungo una minuteria disposta ad arco e ruotano per segnare lo scorrere delle ore. Il nome Star Wheel è dovuto dalla presenza di tre ruote dentate su cui sono innestati i dischi rotanti che segnano le ore. Un dispositivo tanto ingegnoso quanto spettacolare da vedere, che viene alimentato dal meccanismo a carica automatica 2124/2812, progettato su base Jaeger-LeCoultre. Si tratta di un'interpretazione inconsueta e innovativa del saltarello. In questo periodo viene presentata la collezione John Schaeffer, ispirata a un modello realizzato appositamente per l'omonimo industriale americano a inizio Novecento. Gli orologi di questa linea sono caratterizzati per avere la cassa a cuscino e sono stati proposti in numerose complicazioni.

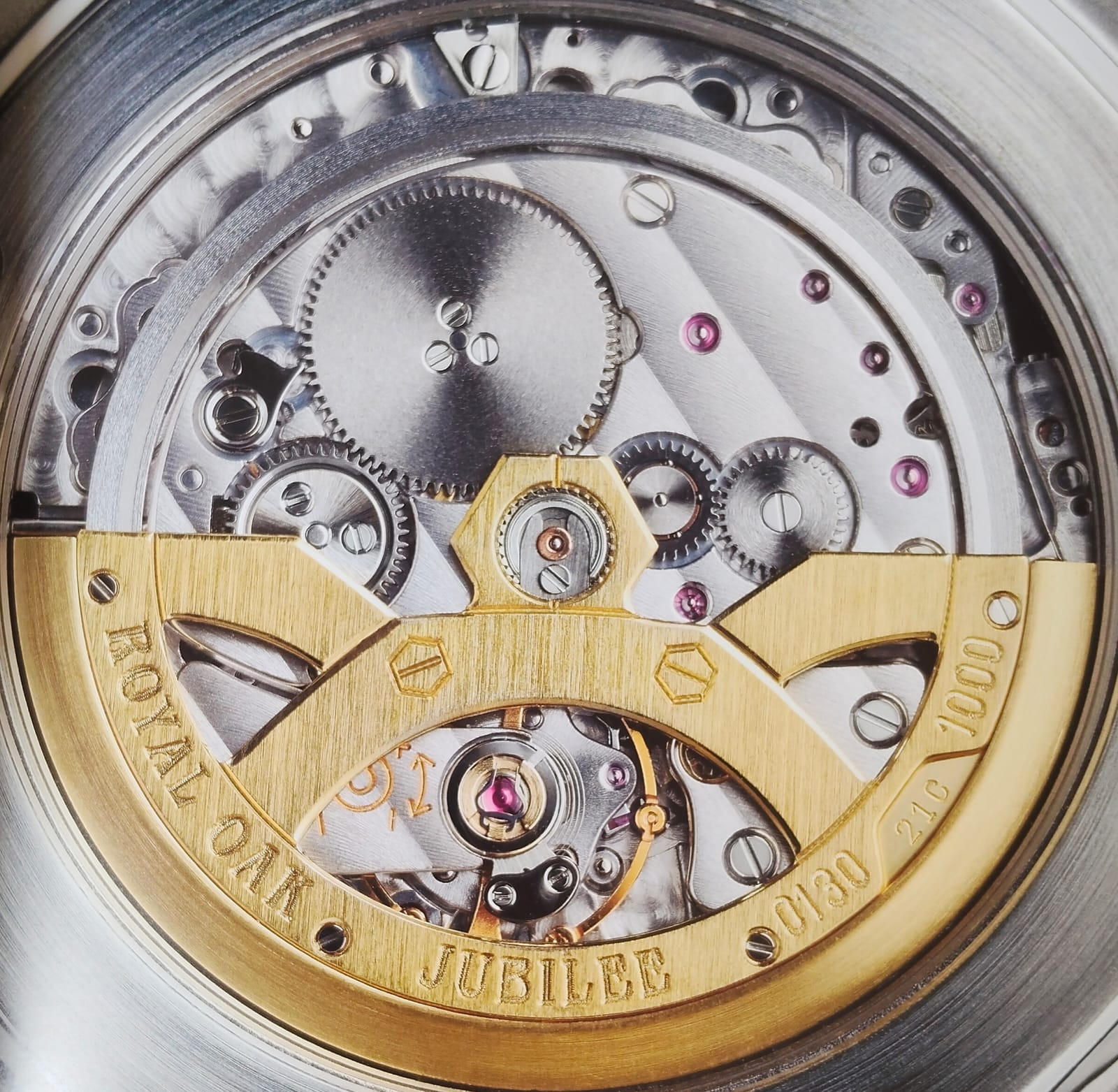
Calibro Audemars Piguet 2121 con rotore personalizzato e numerato per i 20 anni dalla nascita del Royal Oak. Montato sulla ref. 14802 del 1992.

Nel 1992 viene presentato il Triple Complication Automatic, il primo orologio da polso a carica automatica ad integrare cronografo, ripetizione minuti e calendario perpetuo. Sulla scia di questo modello, pochi anni più tardi venne presentato il Jules Audemars Grande Complication, che integrava anche la complicazione del cronografo rattrapante. Lo stesso anno è stato celebrato il ventesimo anniversario del Royal Oak. In questi vent'anni, la collezione si era ampliata con circa 150 modelli differenti, ma il "Jumbo" ref. 5402 era rimasto l'unico solotempo da 39mm a catalogo. Per l'occasione, dunque, la Maison ha fatto debuttare la ref. 14802 limitata a 1000 esemplari, un nuovo "Jumbo" da 39mm di diametro, con fondello a vista e massa oscillante specificatamente decorata (su calibro Audemars Piguet 2121). Inoltre co questa nuova referenza Audemars Piguet introduce i quadranti color salmone e blu. Infine ha debuttato anche la ref. 25729, un orologio da tasca con cassa ottagonale dotato di calendario perpetuo e quadrante scheletrato.

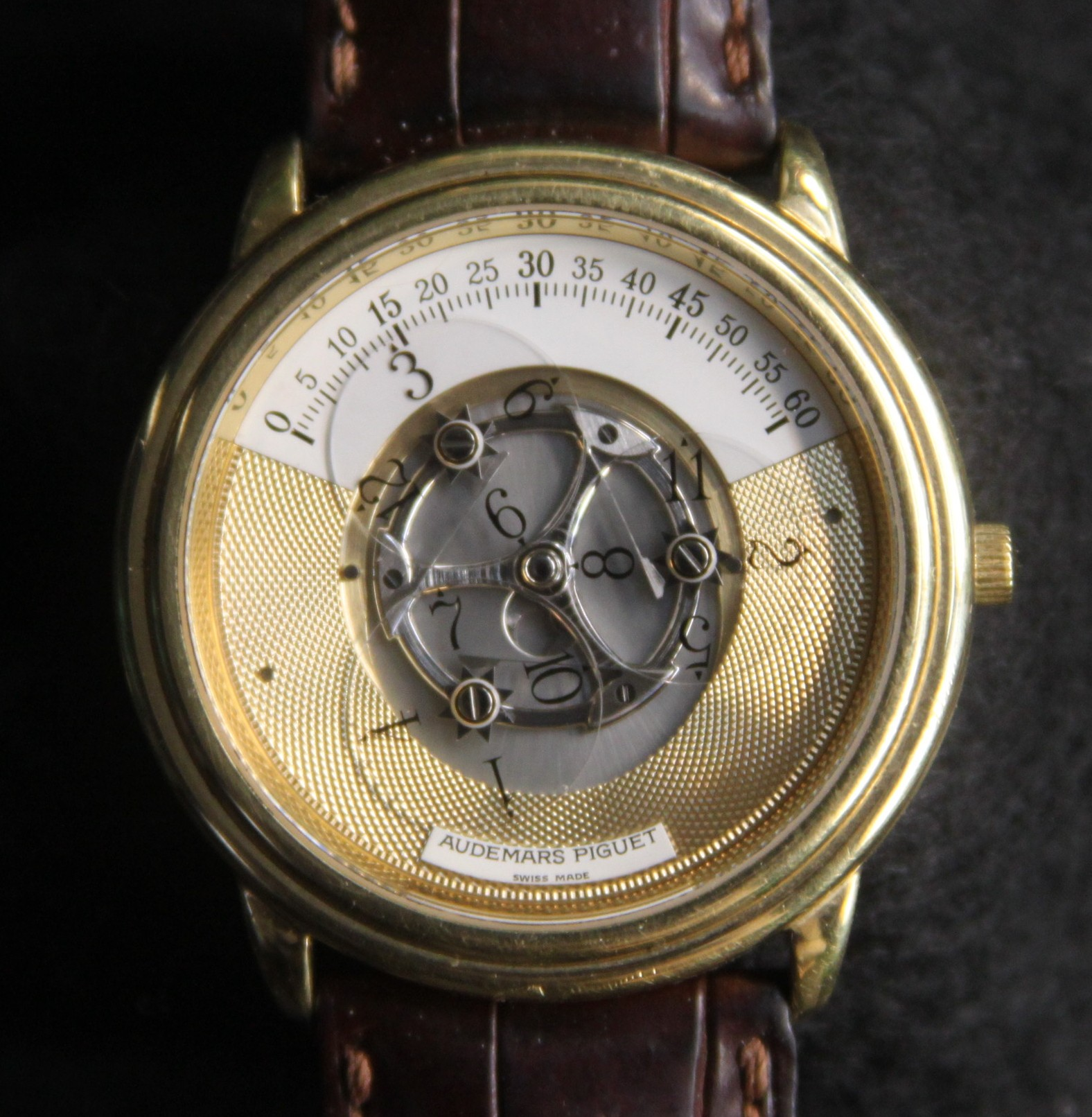
Star Wheel, primi anni '90. Le ore vengono visualizzato su tre dischi rotanti di zaffiro, mentre i minuti sono visualizzati sul rehaut, in disposizione a semicerchio.

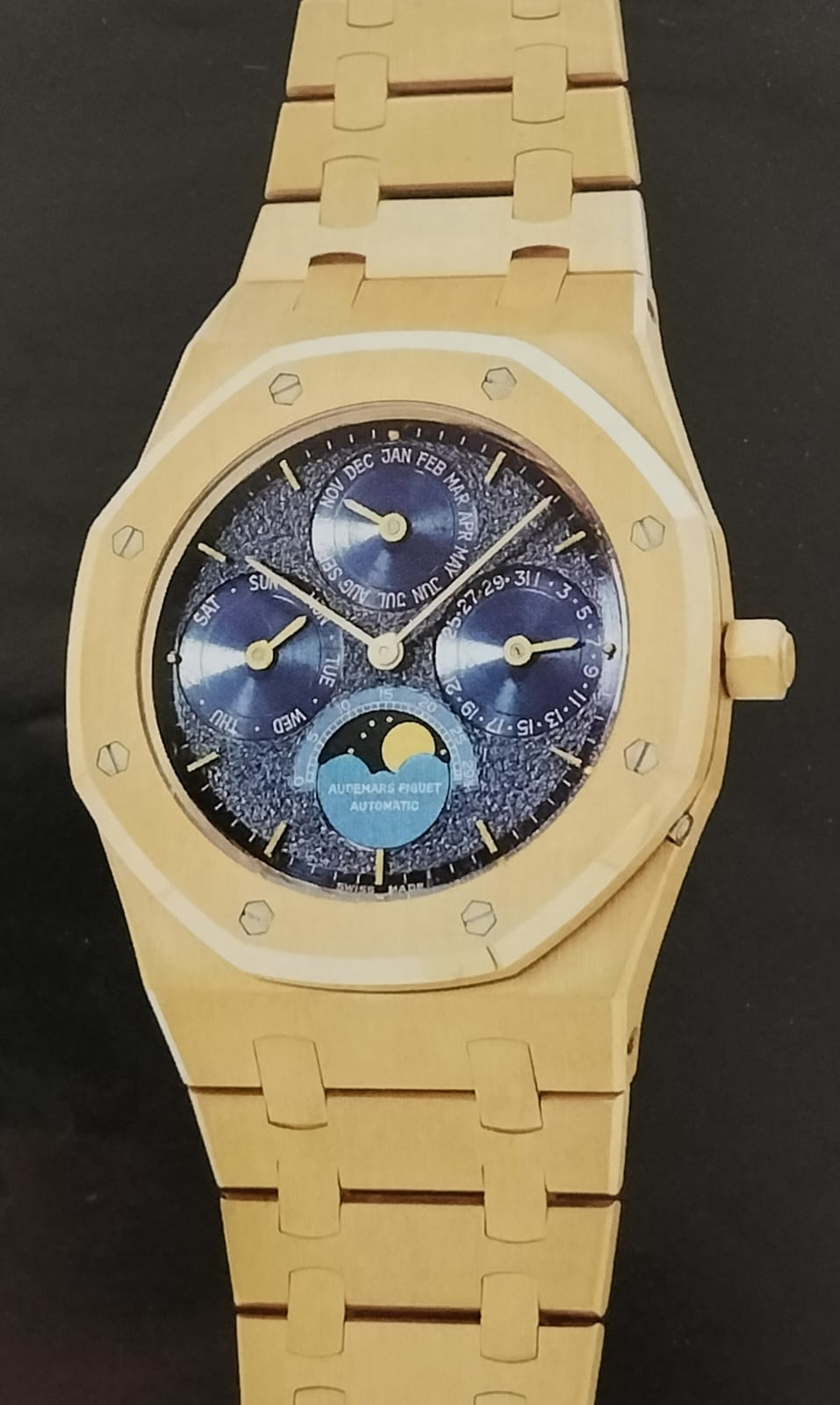
Audemars Piguet Royal Oak (ref. 5554) in oro con calendario perpetuo, metà anni Novanta con calibro 2120/2800 realizzato da Jaeger-LeCoultre e Dubois-Dèpraz

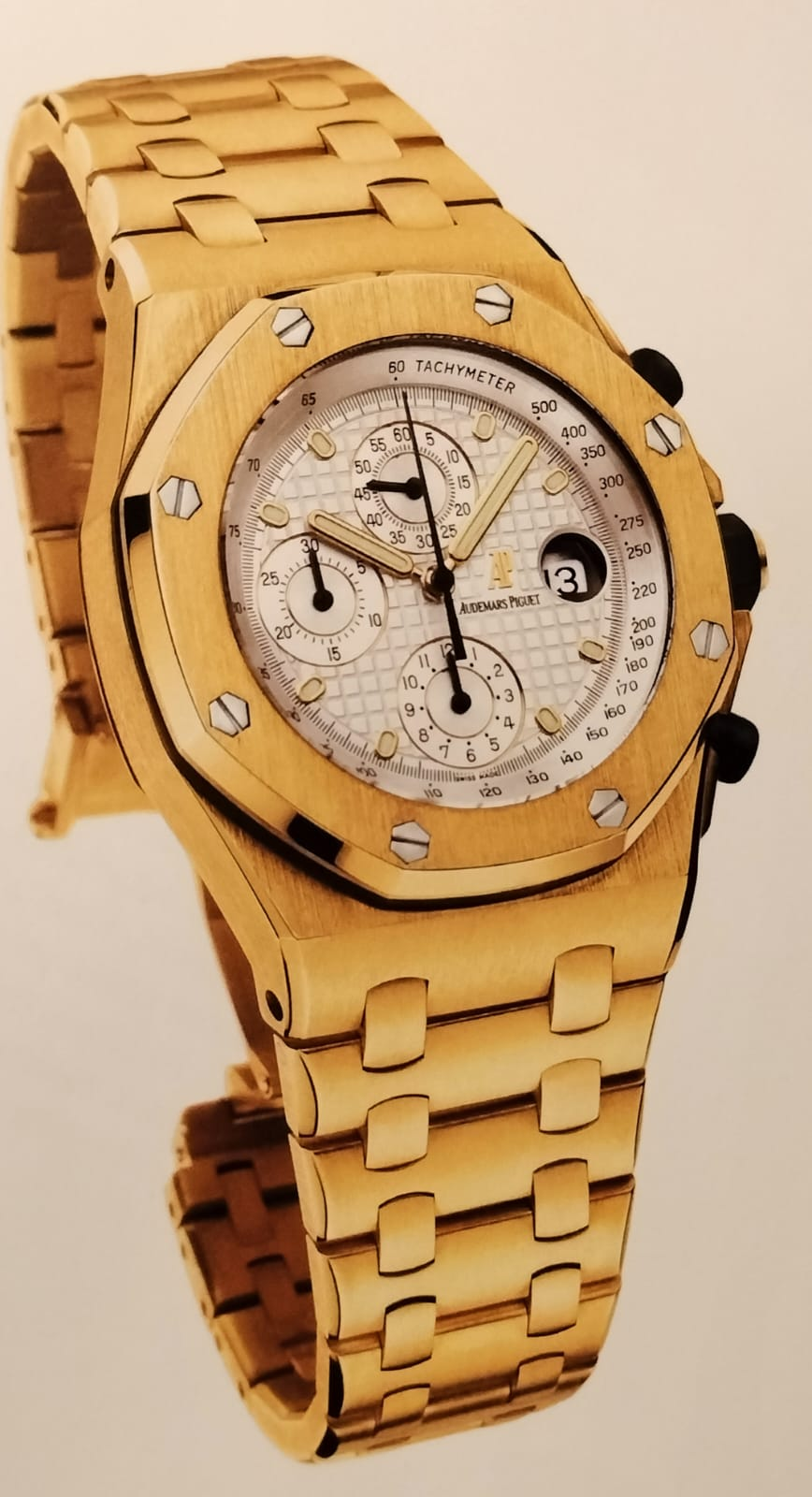
Audemars Piguet Royal Oak Cronograph con calibro modulare, ref. 25721. Primi anni Novanta

Nel 1993 la collezione Royal Oak si è arricchita della linea Offshore, con orologi di dimensioni importanti (il primo misurava 42mm di diametro), per lo più cronografi, dall'estetica molto sportiva, sempre contraddistinti dall'immancabile lunetta ottagonale. L'orologio è stato disegnato da Emmanuel Gueit e fortemente voluto da Stephen Urquhart, direttore commerciale dell'azienda a fianco di Georges-Henri Meylan, per cercare di rilanciare le vendite del marchio. Il primo Offshore cronografo (ref. 25721) montava lo stesso movimento cronografico dell'Huitième, formato dal calibro base JLC e dal modulo cronografico di Dubois-Dépraz. Lo stesso anno viene introdotto il movimento Audemars Piguet 2120/2802, un'evoluzione del 2120/2800 che rispetto al calendario perpetuo precedente integra anche l'indicazione dell'anno bisestile e del numero della settimana. Sempre nel 1993 debutta anche il Royal Oak Dual Time.

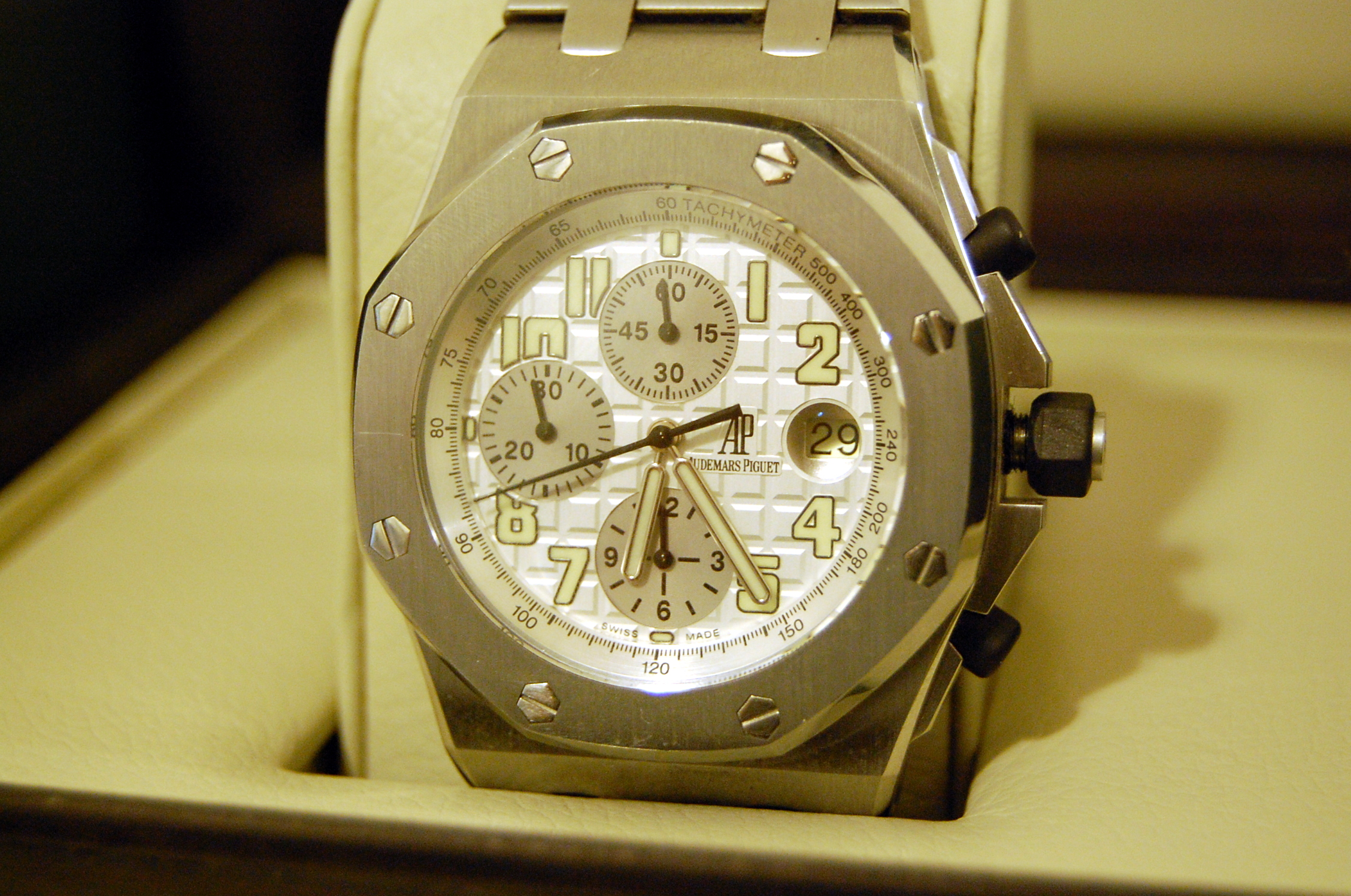
Audemars Piguet Royal Oak Offshore Chronograph con movimento modulare ref. 25721ST

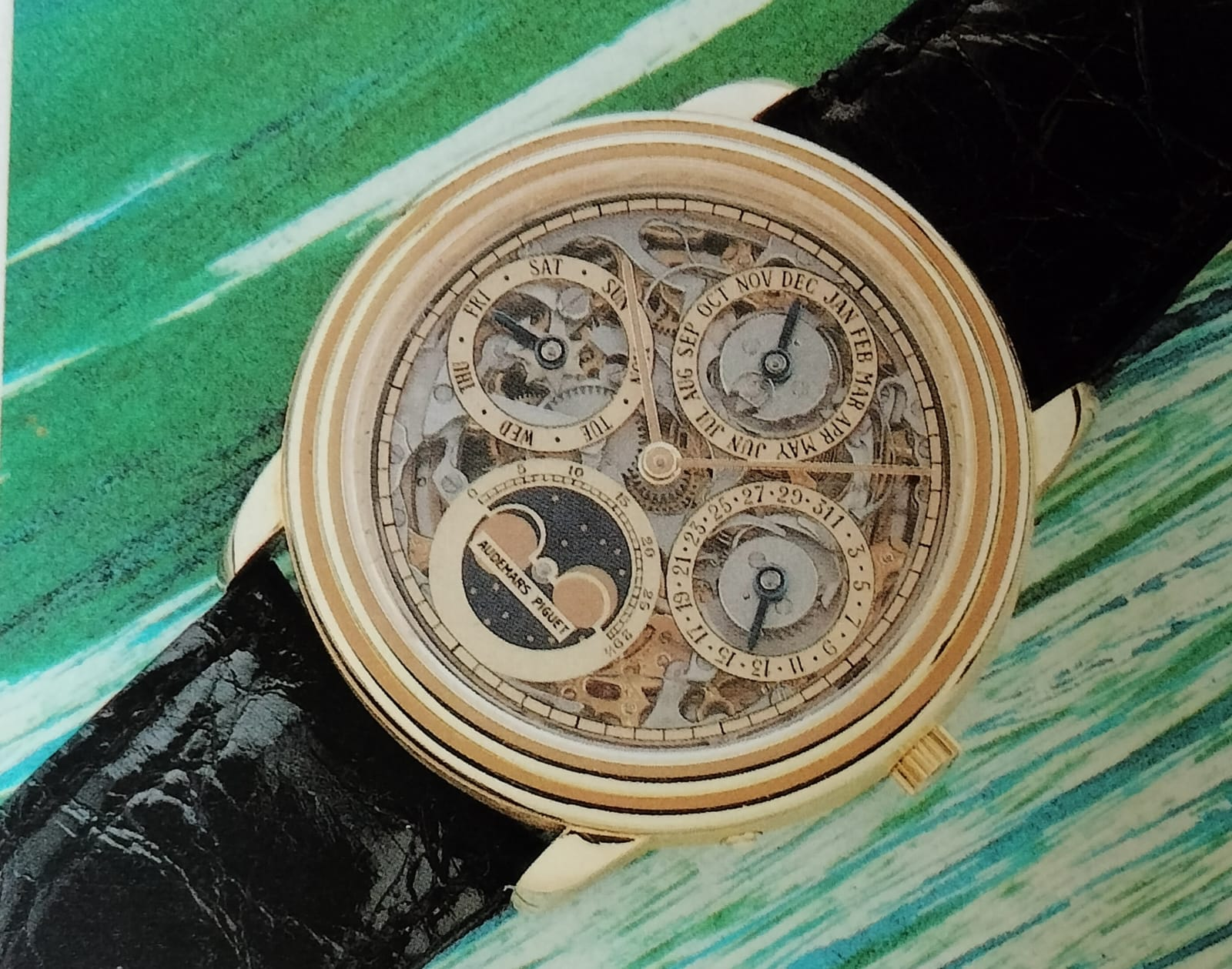
Uno dei modelli di punta di Audemars Piguet dei primi anni '90: un modello scheletrato con calendario perpetuo, ref. 25668BA

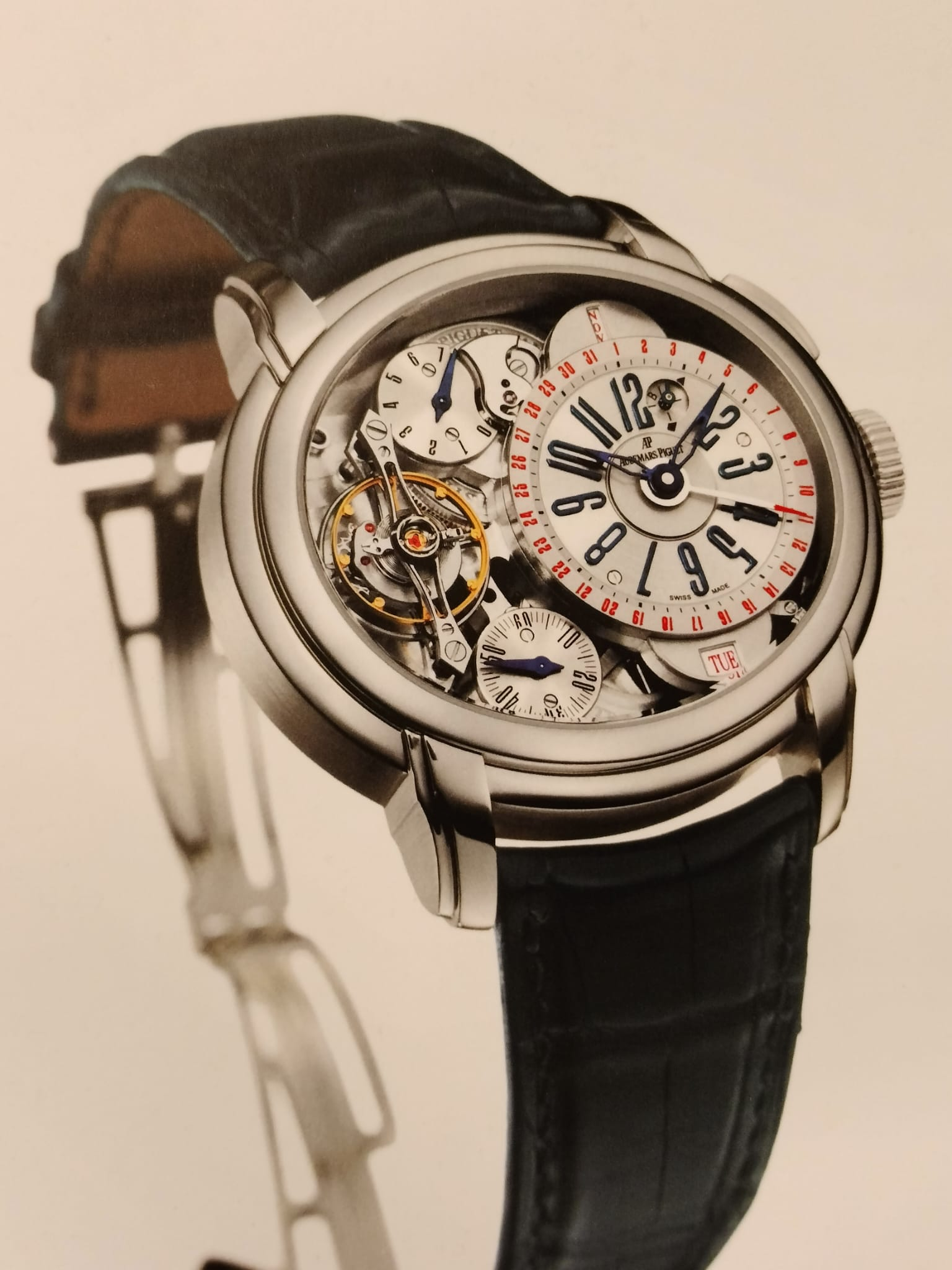
Audemars Piguet Millenary Tradition d'Excellence in platino con calendario perpetuo e riserva di carica (ref. 26066PT)

Nel 1995 ha debuttato la collezione Millenary, prettamente per un pubblico femminile (ma non solo), formata da casse ellittiche e da quadranti decentrati, che lasciano spazio alla visione del movimento sottostante.

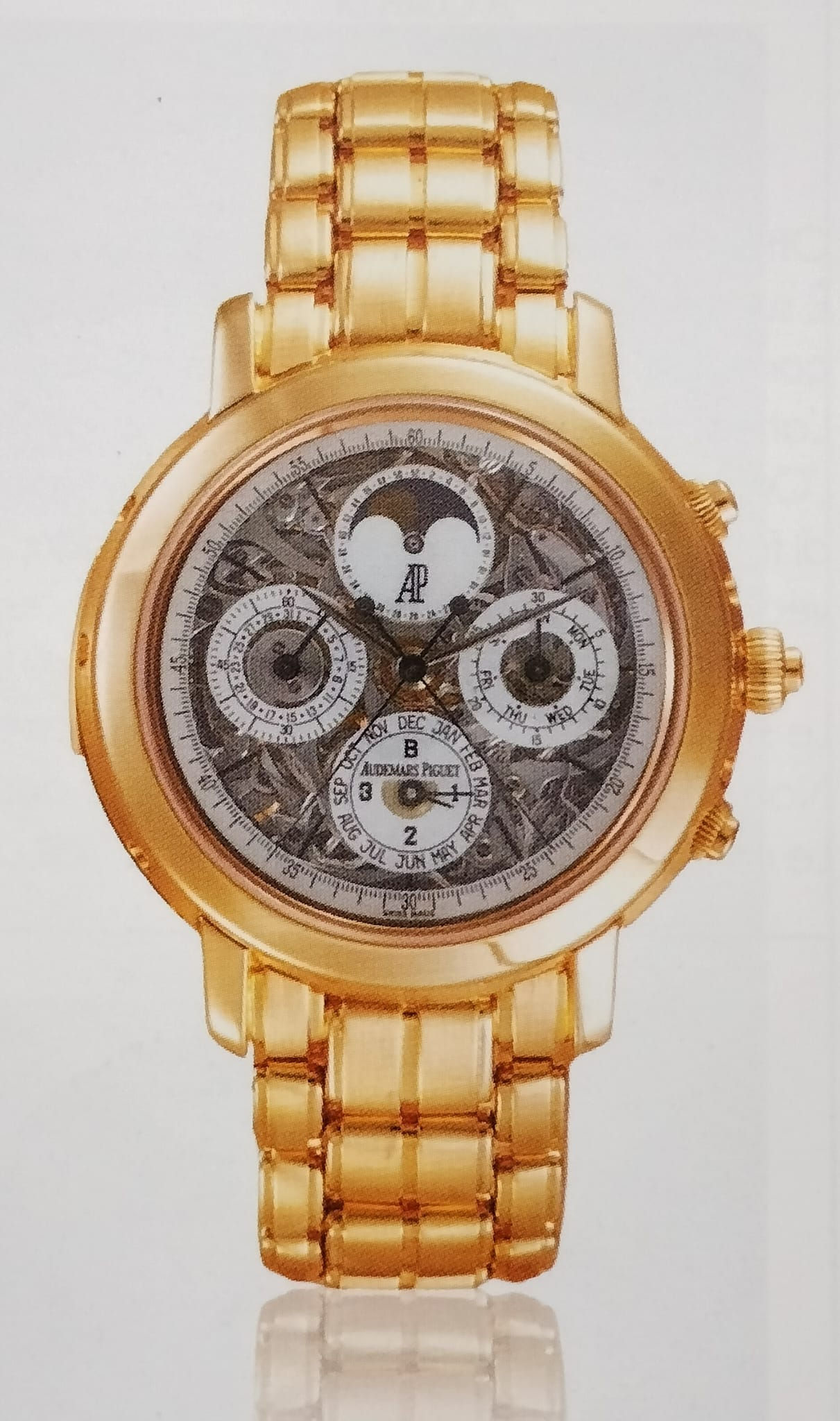
Audemars Piguet Jules Audemars cronografo, calendario perpetuo e ripetizione minuti, con quadrante scheletrato alimentato dal calibro di manifattura Audemars Piguet 2885. Referenza 26023

Nel 1996 viene realizzato l'Audemars Piguet Grande Complication, un orologio da polso con cassa in platino che racchiude in sé cronografo rattrapante, calendario perpetuo e ripetizione minuti. Il tutto è mosso dal movimento automatico 2887 formato da oltre 600 componenti. La scelta di dotare una Grande Complicazione con calibro automatico è una novità in quanto le altre Maison ne avevano create esclusivamente con movimenti a carica manuale.

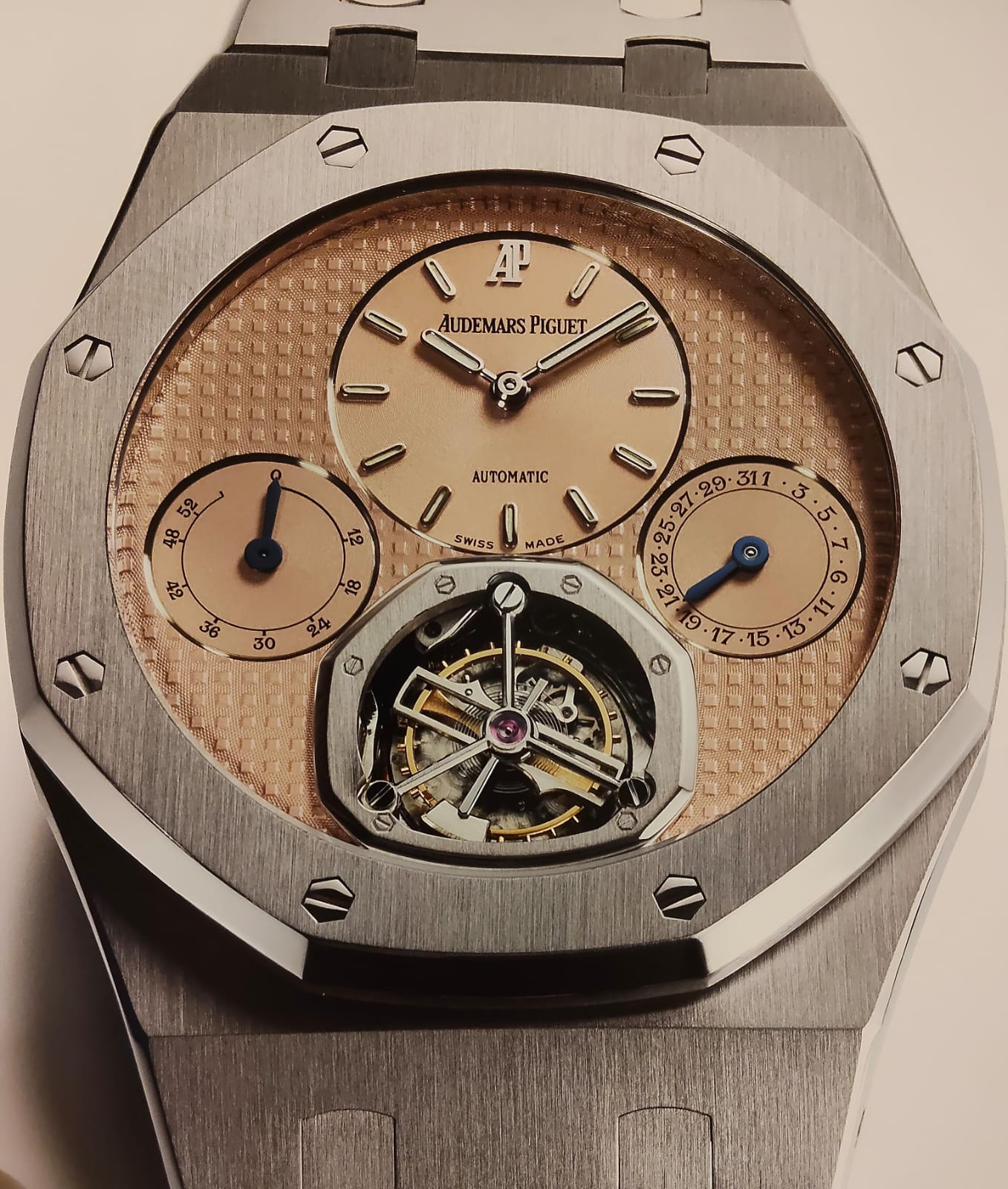
Audemars Piguet ref. 25831 con datario, riserva di carica e tourbillon, risalente al 1997

Nel 1997, in occasione del venticinquesimo anniversario della linea Royal Oak, debuttano nuove complicazioni, come il primo cronografo (con movimento Audemars Piguet 2385 derivato dal Frederic Piguet 1185, adottato a partire dagli anni Novanta anche da Vacheron Constantin e Blancpain) e il primo tourbillon (ref. 25831), la cui gabbia ricorda la forma ottagonale della cassa.

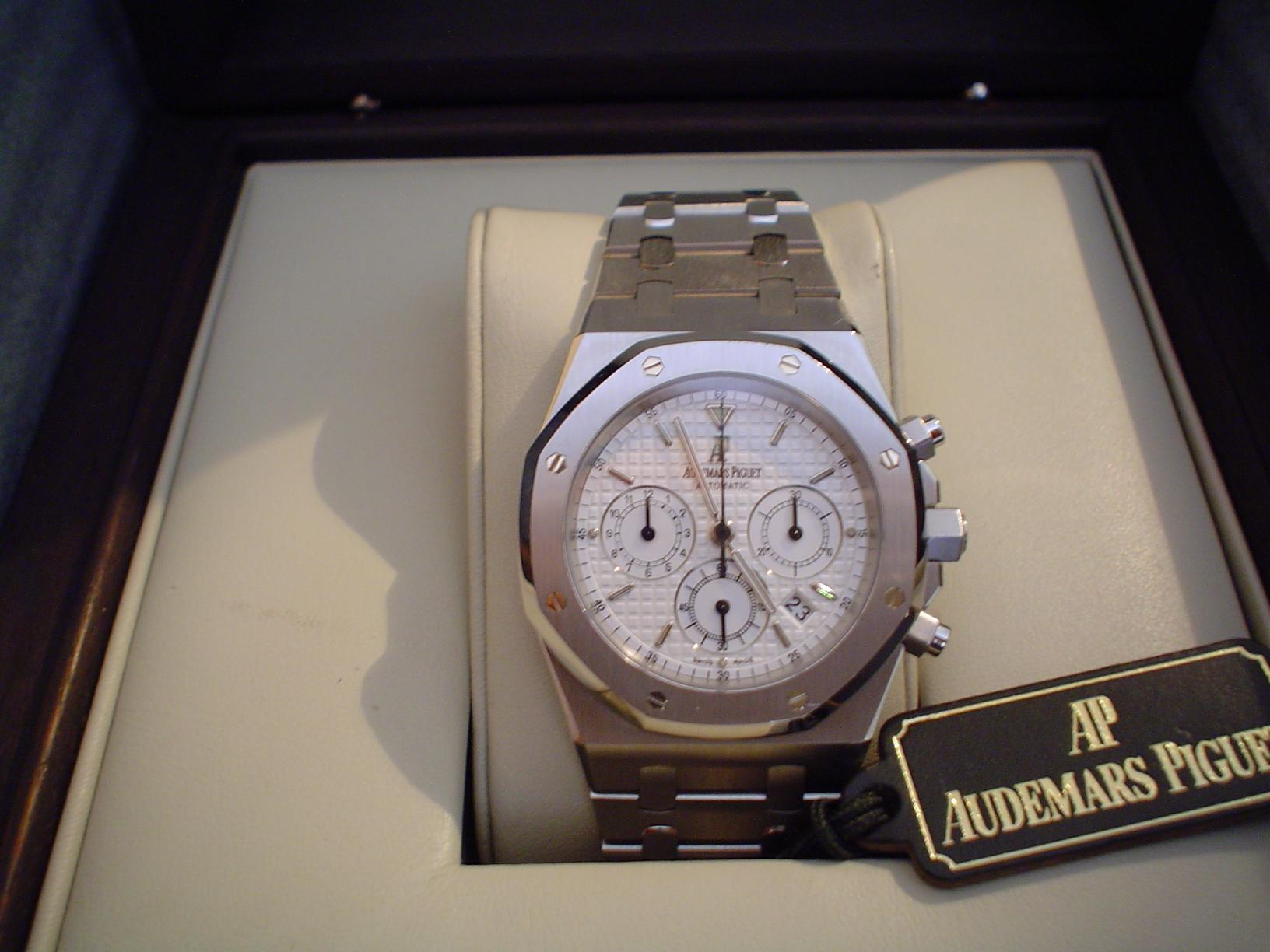
Audemars Piguet Royal Oak in versione cronografo ref. 26320ST e calibro AP 2385 di derivazione Frédéric Piguet 1185.

Sempre per celebrare i 25 anni dal lancio del primo Royal Oak, debutta la versione più piccola del modello: si tratta di una variante da 20mm di diametro con movimento al quarzo Audemars Piguet 2601 (la ref. 67075 è stata ribattezzata Mini Royal Oak). Sempre nel 1997 è stata creata la ref. 15002, una perfetta riproduzione del "Jumbo" ref. 5402 del 1972, con fondello chiuso (a differenza del "Jumbo" ref. 14802 celebrativo del 1992) e stesse dimensioni dell'originale, solo con il logo AP collocato a ore 12 anziché al 6. Si tratta di una referenza realizzata solo in 180 esemplari, sostituita dalla ref. 15202, dotata di fondello trasparente. Nel 1997 la sola collezione Royal Oak contribuisce al 45% delle vendite della Maison.
Nel 1999 debutta la linea Tradition d'Excellence, contraddistinta da realizzazioni audaci e complicazioni inusuali.

### Il nuovo millennio
A seguito dell'acquisizione delle quote anche di Dominique Renaud della Renaud et Papi (in azienda resta solo Giulio Papi come socio originario), nel 2002 Audemars Piguet propone il Royal Oak Concept CW1, dotato di tourbillon, dinamometro e con cassa realizzata in alacrite 602, lega utilizzata in ambito aerospaziale. Il meccanismo è realizzato integralmente proprio da Renaud et Papi. Risale ai primi anni 2000 anche la collezione femminile Promesse, fatta di orologi rettangolari al quarzo, molto spesso impreziositi con diamanti.

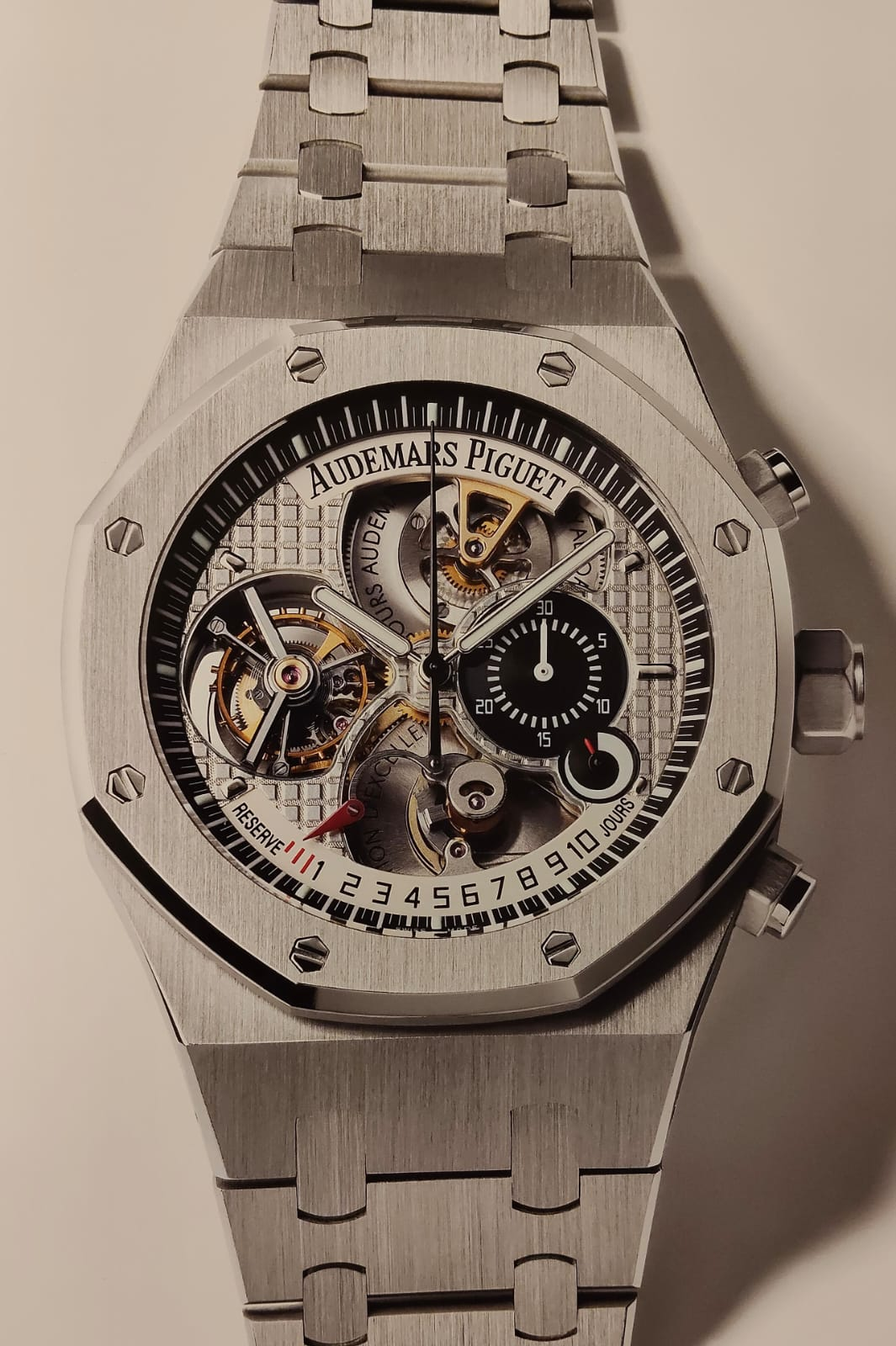
Audemars Piguet Royal Oak Tradition d'Excellence #4, ref. 25969, risalente al 2004

È del 2004 il Royal Oak Tradition d'Excellence #4 (ref. 25969) dotato di cronografo, tourbillon e riserva di carica di dieci giorni.

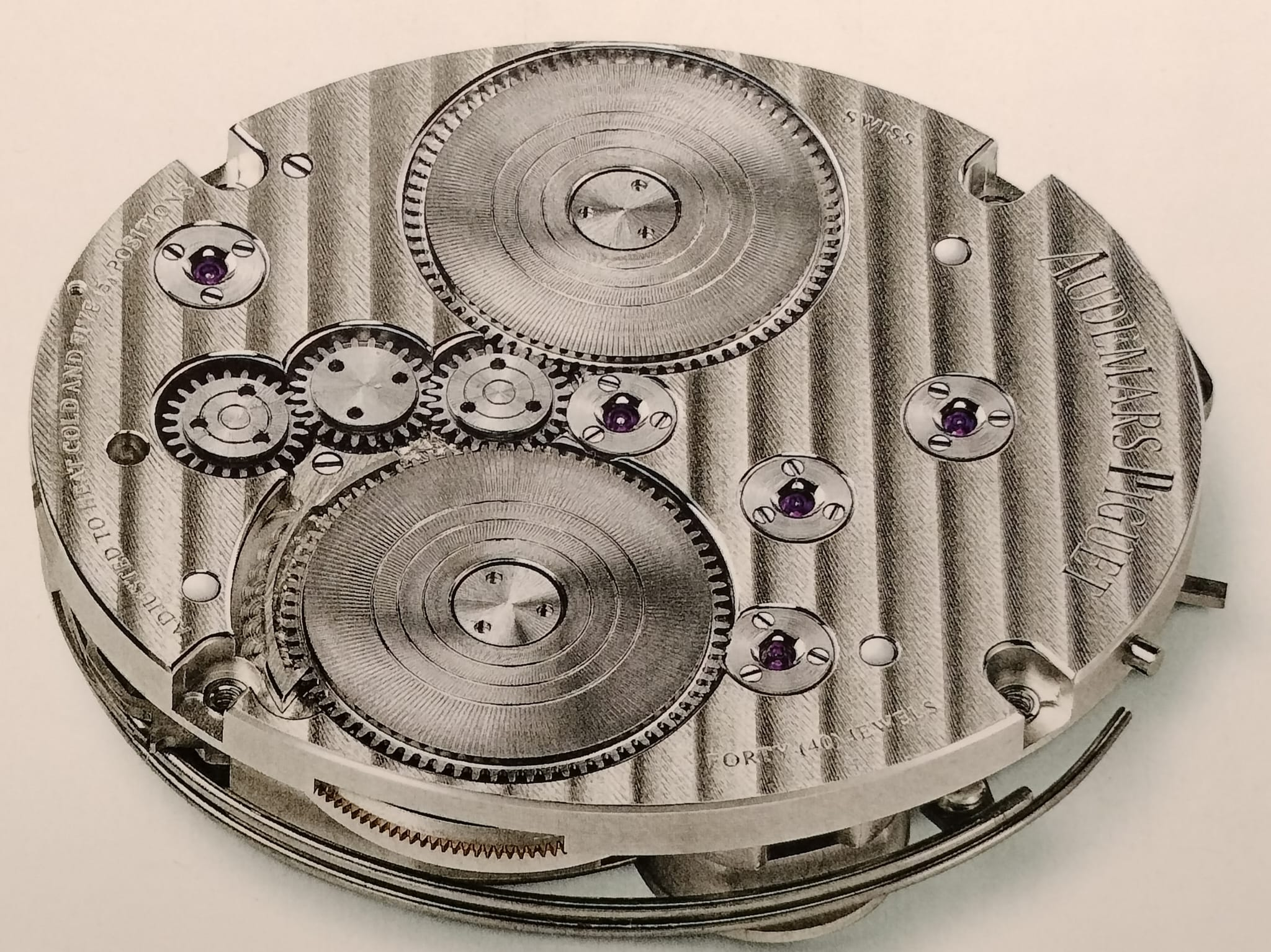
Movimento Audemars Piguet 2910 dotato di due bariletti che consentono una riserva di carica di 7 giorni, e di un nuovo scappamento proprietario ad impulso diretto, che non necessita di lubrificazione.

A metà anni 2010 è stata discontinuata la collezione Jules Audemars, che realizzava segnatempo dall'estetica sobria ed elegante, sia solo tempo, sia con movimenti molto raffinati e complicati.
Nel 2012 viene presentato il Royal Oak Chronograph ref. 26320, ancora dotato di calibro AP 2385 di derivazione Frederic Piguet 1185. Nel 2022 questa referenza è stata sostituita dalla 26240 che ha integrato un movimento cronografico di manifattura dotato di flyback, il calibro Audemars Piguet 4401. Sempre nel 2012 debutta il nuovo Royal Oak Tourbillon Extra Flat (ref. 26510), dotato di movimento Audemars Piguet 2924, spesso meno di 4,5mm.

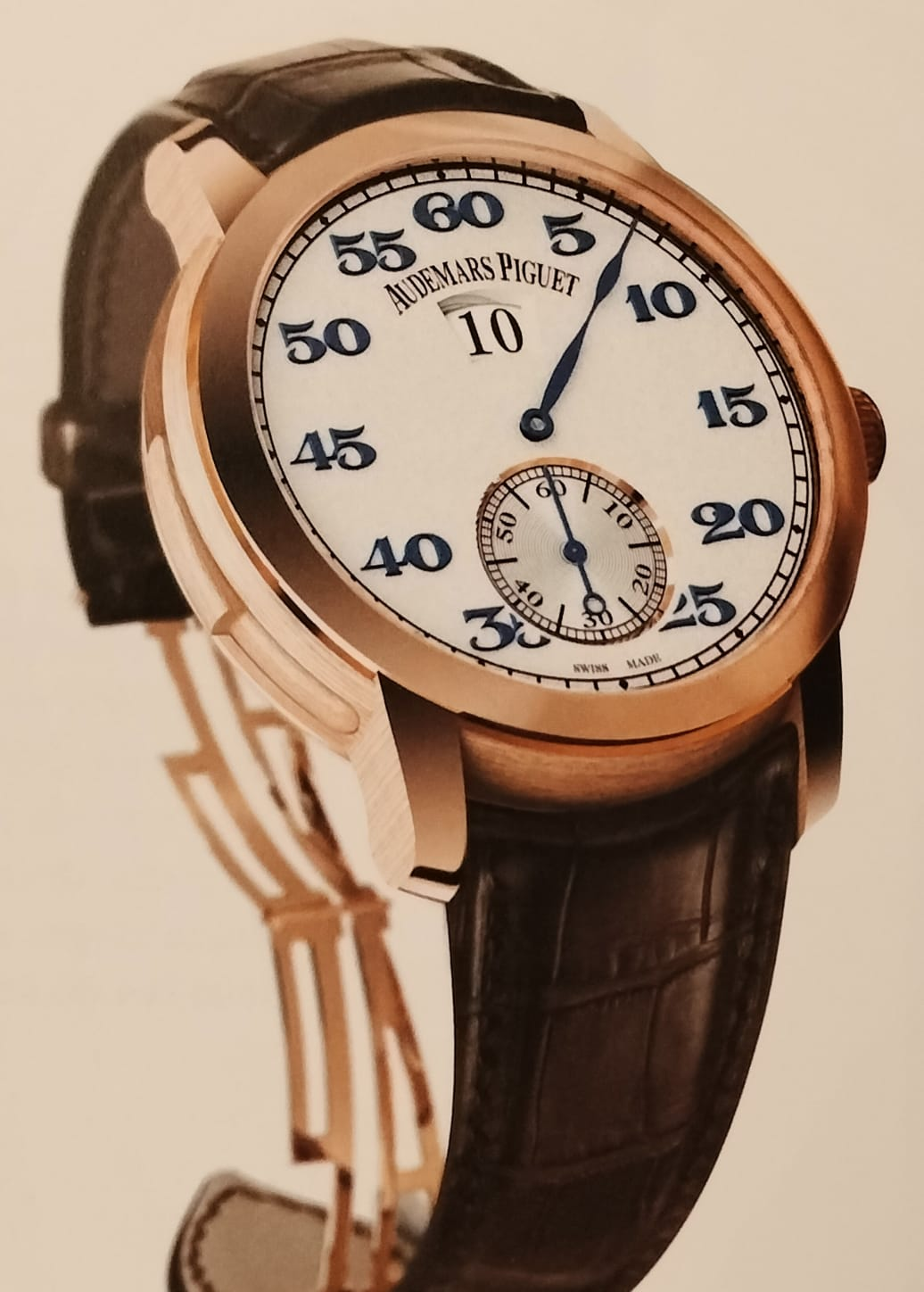
Audemars Piguet Jules Audemars con ore saltanti e ripetizione minuti (ref. 26151OR).

Nel 2015 la tradizione realizzativa di eccellenti ripetizioni minuti porta la Maison di Le Brassus a realizzare il Royal Oak Concept RD1 Acoustic Research Minute Repeater, con un particolare studio della cassa di risonanza al fine di rendere la suoneria nel miglior modo possibile.

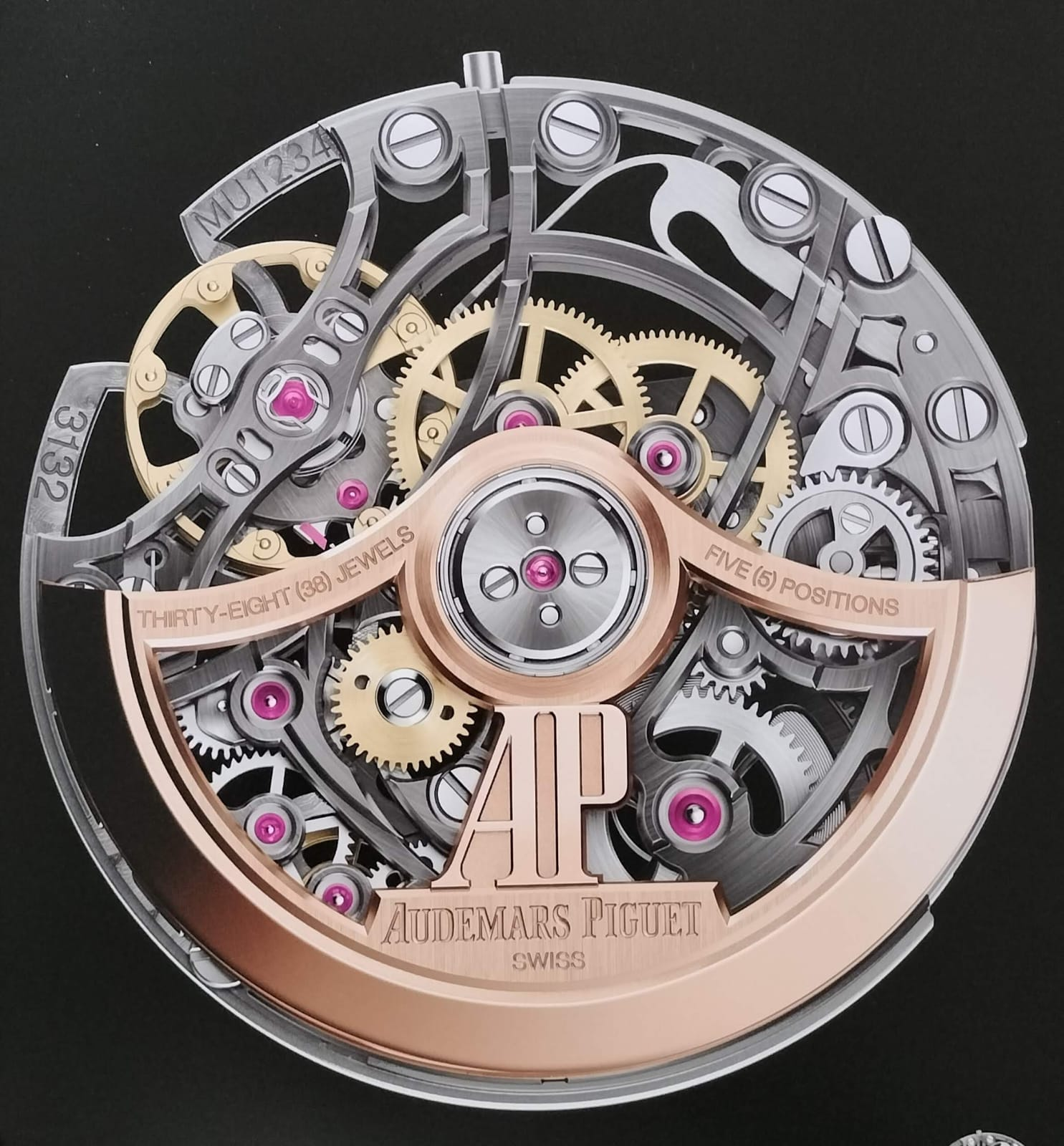
Calibro automatico scheletrato Audemars Piguet 3132 dotato di doppia ruota del bilanciere, risalente al 2016

Nel 2016 la collaborazione tra l'azienda e la designer italiana di gioielli Carolina Bucci ha portato alla realizzazione del Royal Oak "frosted gold", con l'intendo di celebrare così il quarantesimo anniversario dalla nascita del primo Royal Oak femminile. Inoltre debutta il Royal Oak Double Balance Wheel (ref. 15407), dotato di movimento scheletrato (chiamato Audemars Piguet 3132) che, in maniera del tutto inusuale, propone due ruote del bilanciere sovrapposte.
Nel 2018 un Royal Oak ha battuto il record del movimento automatico con calendario perpetuo più sottile del mondo (primato successivamente superato da Bulgari nel 2021). L'orologio in questione è il Royal Oak Calendario Perpetuo Ultra-Thin RD2, presentato come prototipo nel 2018 ed entrato in produzione nel 2019 (con la ref. 26586), adotta il nuovo movimento di manifattura Audemars Piguet 5133, spesso meno di 2,9mm e dotato di riserva di carica di 40 ore. L'intera cassa dell'orologio è spessa appena 6,3mm. Sempre nel 2018, per celebrare il venticinquesimo anniversario del primo Royal Oak Offshore, Audemars Piguet ne ha riproposto uno fedele nell'estetica e nelle dimensioni (ref. 26237ST), con movimento Audemars Piguet 3126/3840, la cui base solotempo è realizzata in-house, mentre il modulo cronografico è fornito da Dubois-Dépraz (una soluzione affine al modello originario).

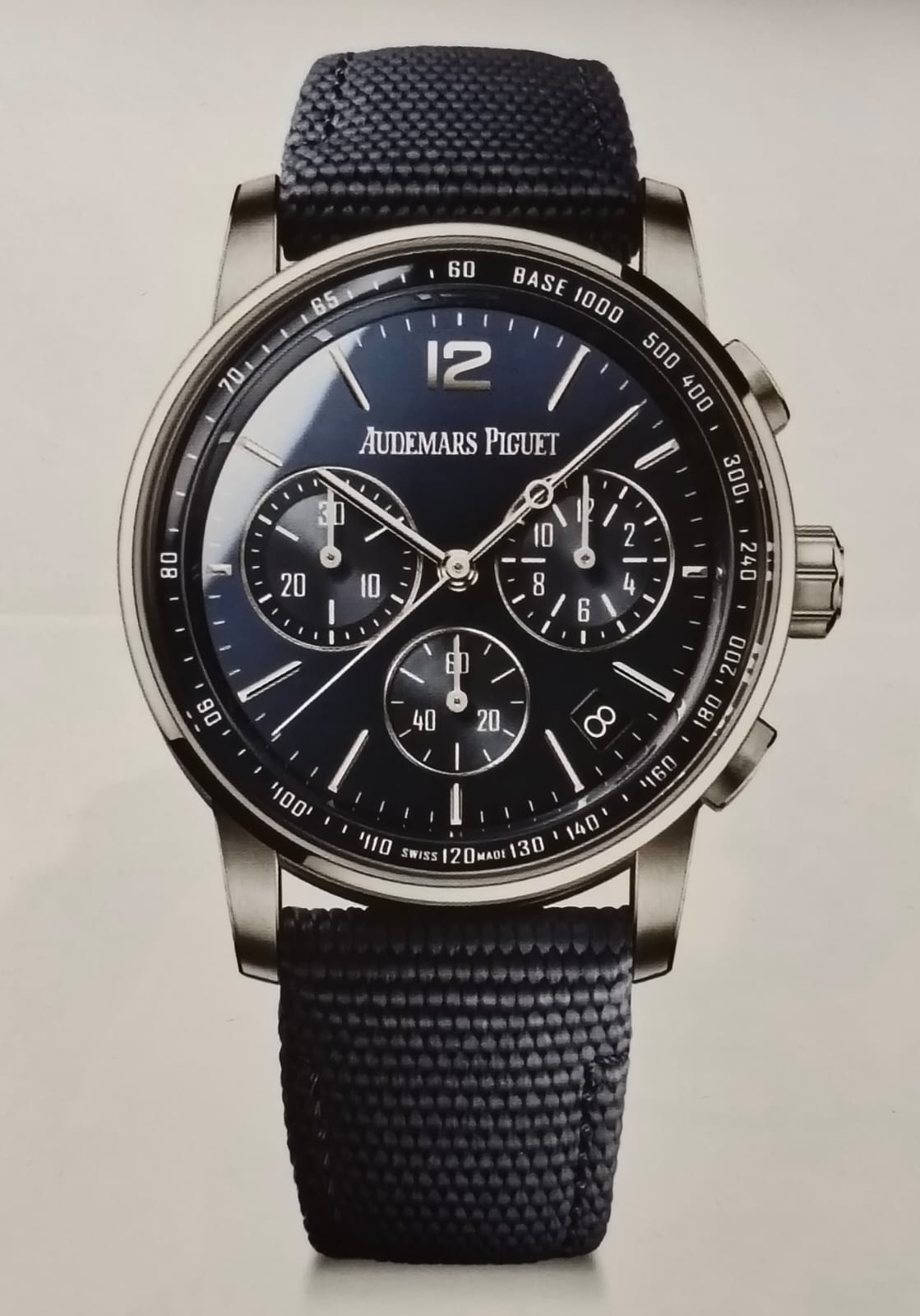
Audemars Piguet CODE 11.59 Chronograph (ref. 26393)

Nel 2019 è stata introdotta la collezione CODE 11.59, l'unica che realizza orologi diversi da Royal Oak, formata da segnatempo a tre lancette, ma anche cronografi, calendari perpetui e ripetizione minuti.
Nel 2020 la Maison inizia ad attingere più assiduamente ai suoi pezzi storici grazie al progetto [Re]Master: il primo modello, il [Re]Master 01, è una fedele riproduzione in edizione limitata di un cronografo anni '40 con movimento di manifattura. Il secondo esperimento, il [Re]Master 02 proposto nel 2024, è un solotempo che richiama i concetti del brutalismo tipici degli anni Sessanta e Settanta, con una cassa spigolosa e asimmetrica.
Nel 2021, anche a seguito dell'esperienza maturata con il Royal Oak Concept RD1 Acoustic Research Minute Repeater, la Maison ha realizzato il Royal Oak Supersonnerie, alimentato da un calibro di manifattura (il 2953) coperto da ben tre brevetti e così ribattezzato per riuscire a suonare con una chiarezza e una potenza del timbro solitamente ravvisabile solo negli orologi da polso i quali, avendo un diametro maggiorato, godono di una più grande cassa di risonanza.

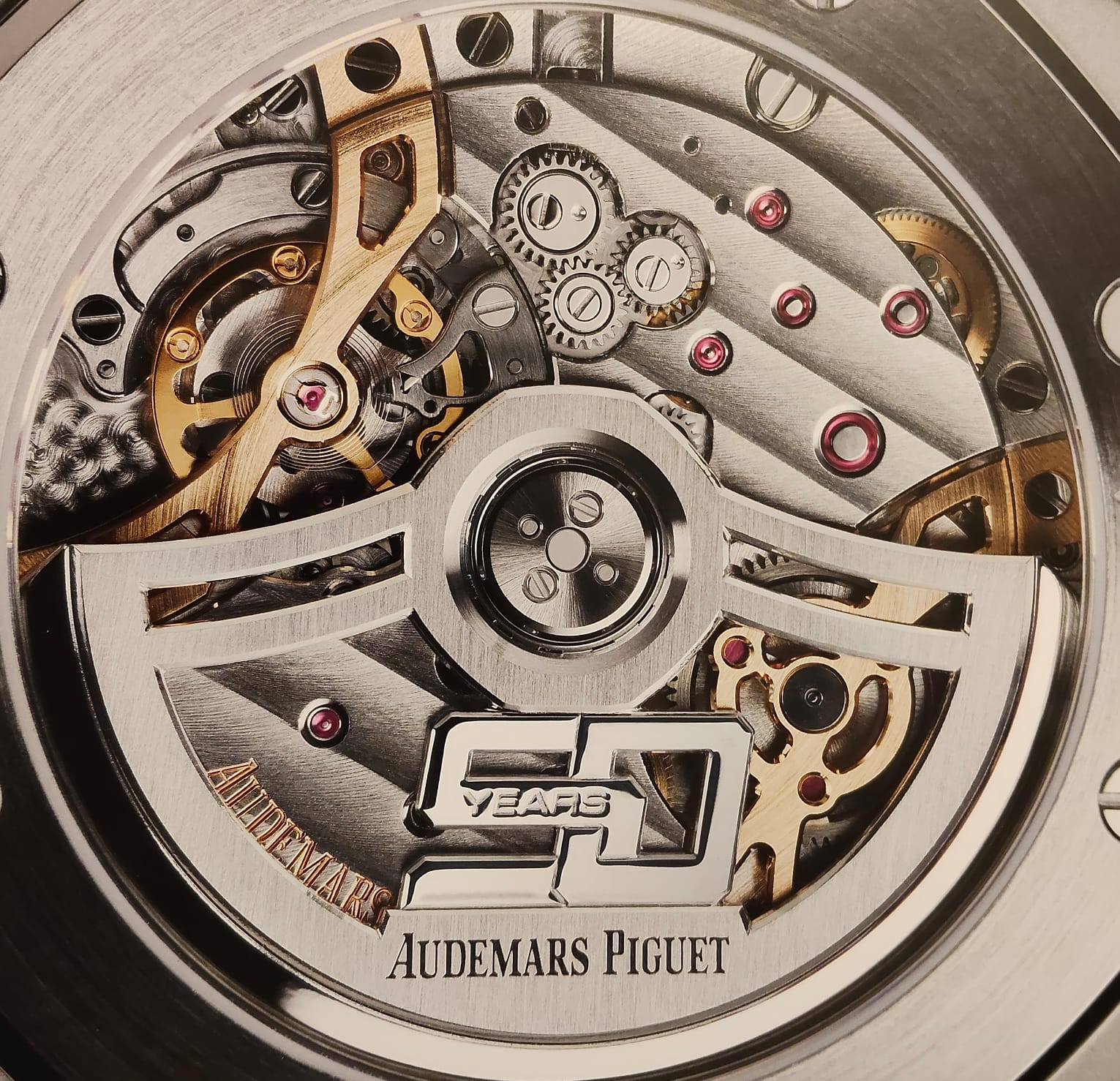
Calibro Audemars Piguet 7121 con massa oscillante personalizzata con il numero 50, per celebrare i cinquant'anni dalla nascita del Royal Oak. Risalente al 2022

Nel 2022 si sono celebrati i 50 anni dalla nascita della linea Royal Oak, tramite la realizzazione di nuovi orologi in questa collezione dotati di maggior sottigliezza rispetto ai precedenti, con un nuovo movimento proposto (l'Audemars Piguet 7121) e con la massa oscillante del movimento decorata con il numero 50, un'esclusiva per i modelli prodotti nel 2022. Quest'anno ha debuttato la nuova ref. 16202 "Jumbo". Inoltre è stato introdotto il nuovo Royal Oak cronografo con calibro di manifattura 4401, montato dallo stesso anno anche sui CODE 11.59 cronografi.

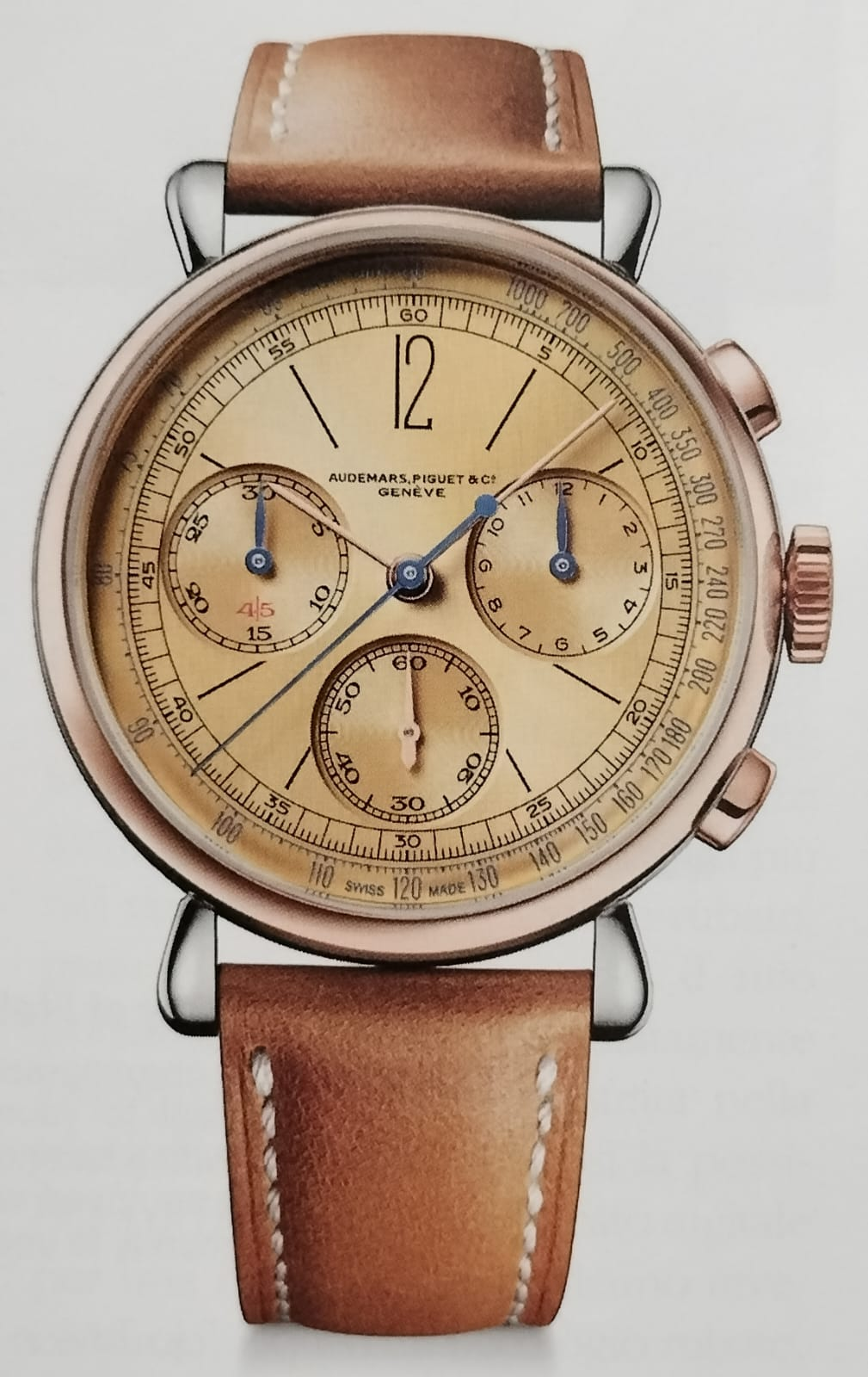
Audemars Piguet [Re]master01, riproduzione fedele di un modello datato 1943. Realizzato nel 2020 in edizione limitata a 500 pezzi.

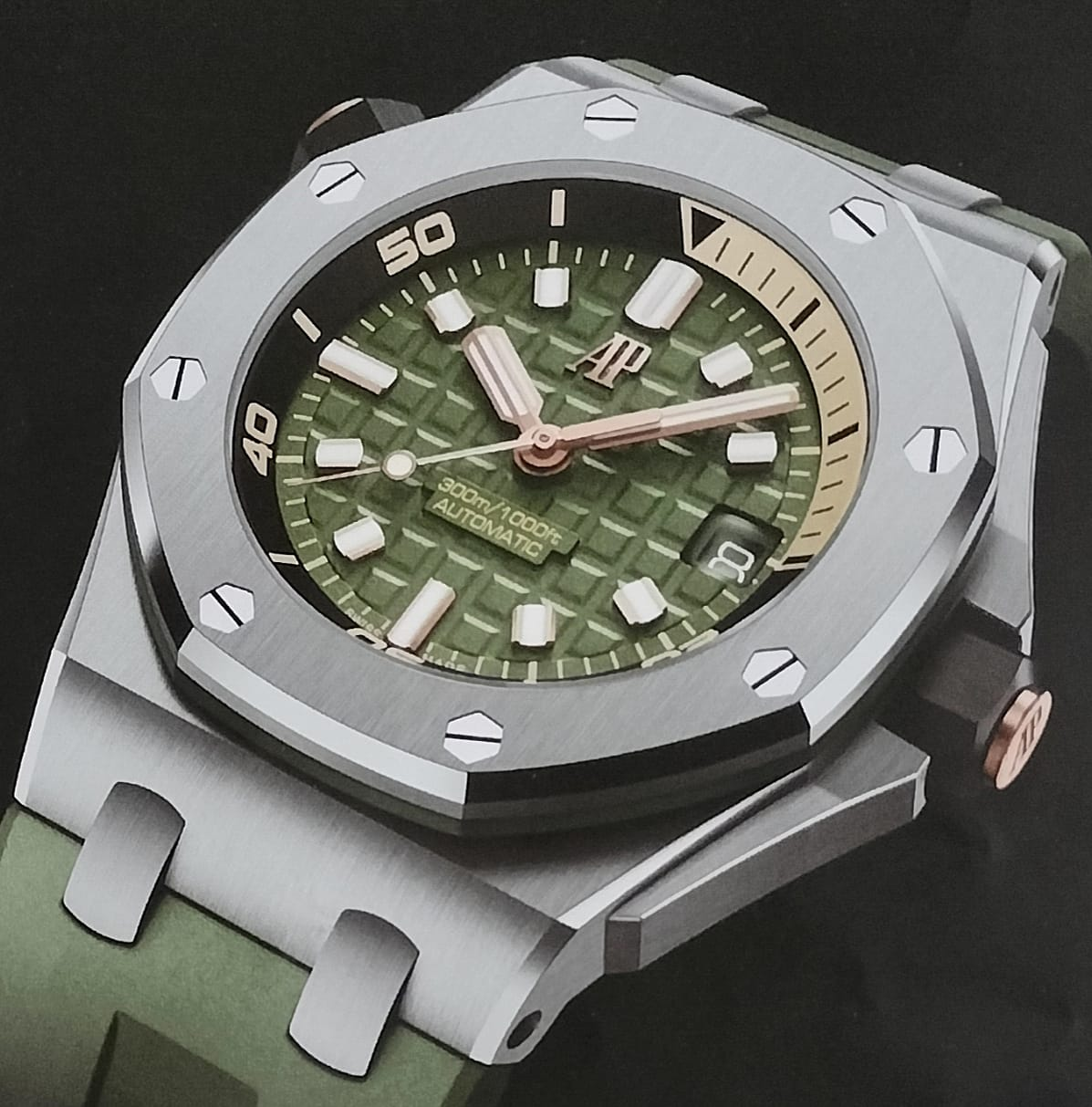
Audemars Piguet Royal Oak Offshore Diver (ref. 15720ST)

Nel 2023 vengono presentati altri modelli ambiziosi, come il Royal Oak Concept Split-Seconds Chronograph GMT Large Date, che diventa il primo orologio automatico dotato di cronografo con funzione rattrapante, GMT e gran data. Lo stesso anno è stato presentato il primo orologio con grandi complicazioni e carica automatica al mondo, chiamato Code 11.59 Ultra-Complication Universelle RD4, che ha richiesto sette anni di lavoro e progettazione e dotato di 23 complicazioni, tra cui la supersonnerie presentata un paio d'anni prima, ripetizione minuti, tourbillon volante, calendario perpetuo e cronografo rattrapante. Il nome Universelle è stato adottato come tributo dell'orologio da tasca con grande complicazione realizzato a fine 1800 dalla stessa azienda di Le Brassus.
La collezione CODE 11.59 si amplia di numerosi modelli come un tourbillon volante, la ripetizione minuti Supersonnerie, il saltarello Star Wheel ed il calendario perpetuo.
Da molti anni la casa produce anche una linea di gemelli da uomo.
Il 2025 è coinciso con il 150esimo anniversario dalla fondazione dell'azienda proponendo molteplici novità, come il calibro Audemars Piguet 7138, un nuovo movimento dotato di calendario perpetuo (ref. 26585XT), una nuova variante di Royal Oak calendario perpetuo e diversi modelli Royal Oak dotati di cassa in ceramica blu notte (il colore è chiamato Bleu Nuit, Nouage 50).

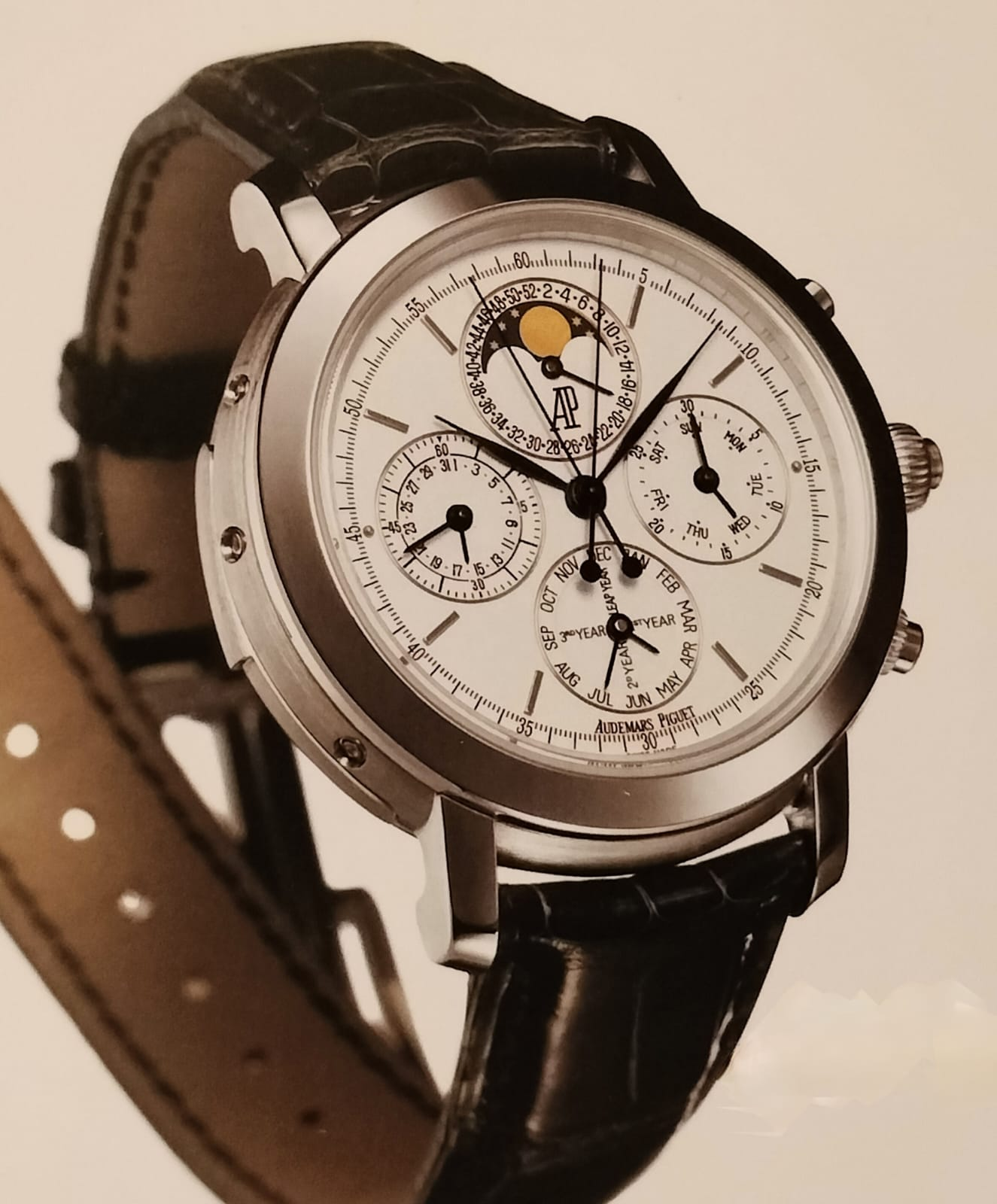
Audemars Piguet Jules Audemars Grand Complication automatico in platino dotato di calendario perpetuo, cronografo rattrapante e ripetizione minuti (ref. 25866PT)

L'azienda Audemars Piguet è composta da 1100 dipendenti, ha 14 centri di distribuzione e 16 boutique in tutto il mondo, e comprende tre siti di produzione: Le Brassus (SA de la Manufacture d'Horlogerie Audemars Piguet & Cie), Le Locle (Audemars Piguet: Renaud et Papi SA) e Meyrin (Center SA).

## Ambasciatori
Come altri marchi orologiai di lusso, Audemars Piguet ha i suoi ambasciatori, come la cantante Franco-Indonesiana Anggun, il giocatore di cricket Sachin Tendulkar, i piloti di Formula 1 Michael Schumacher e Jarno Trulli, il calciatore argentino Lionel Messi, il calciatore spagnolo Xabi Alonso, il giocatore NBA LeBron James, l'attrice Michelle Yeoh, i giocatori di tennis Stan Wawrinka, Serena Williams e Novak Đoković e molte altre personalità del mondo dello spettacolo e dello sport.

## Le collezioni
- Royal Oak
- Royal Oak Concept
- Royal Oak Offshore
- Code 11.59
- Millenary (discontinuata)
- Jules Audemars (discontinuata)
- Haute Joaillerie (discontinuata)
- Classique[68] (discontinuata)
- Edward Piguet (discontinuata)
- Promesse (discontinuata)
- Huitième (discontinuata)

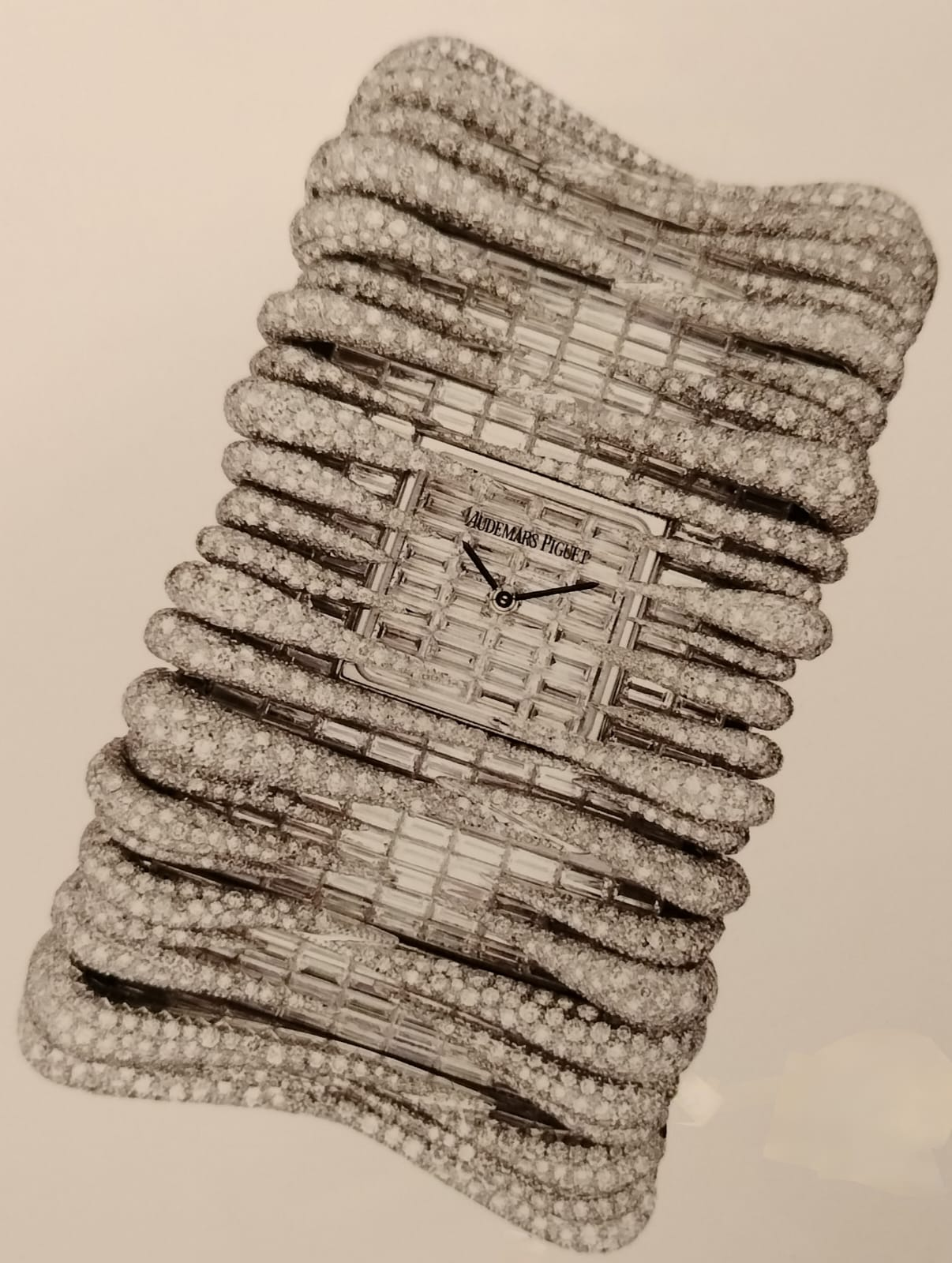
Audemars Piguet Haute Joaillerie Givrine pezzo unico incastonato con diamanti taglio brillante, baguette e pavé (ref. 79411BC)

I materiali utilizzati per la produzione di questi orologi sono oro giallo, oro rosa, oro bianco, platino, acciaio, carbonio, titanio, ceramica e diamanti.

## Edizioni Speciali

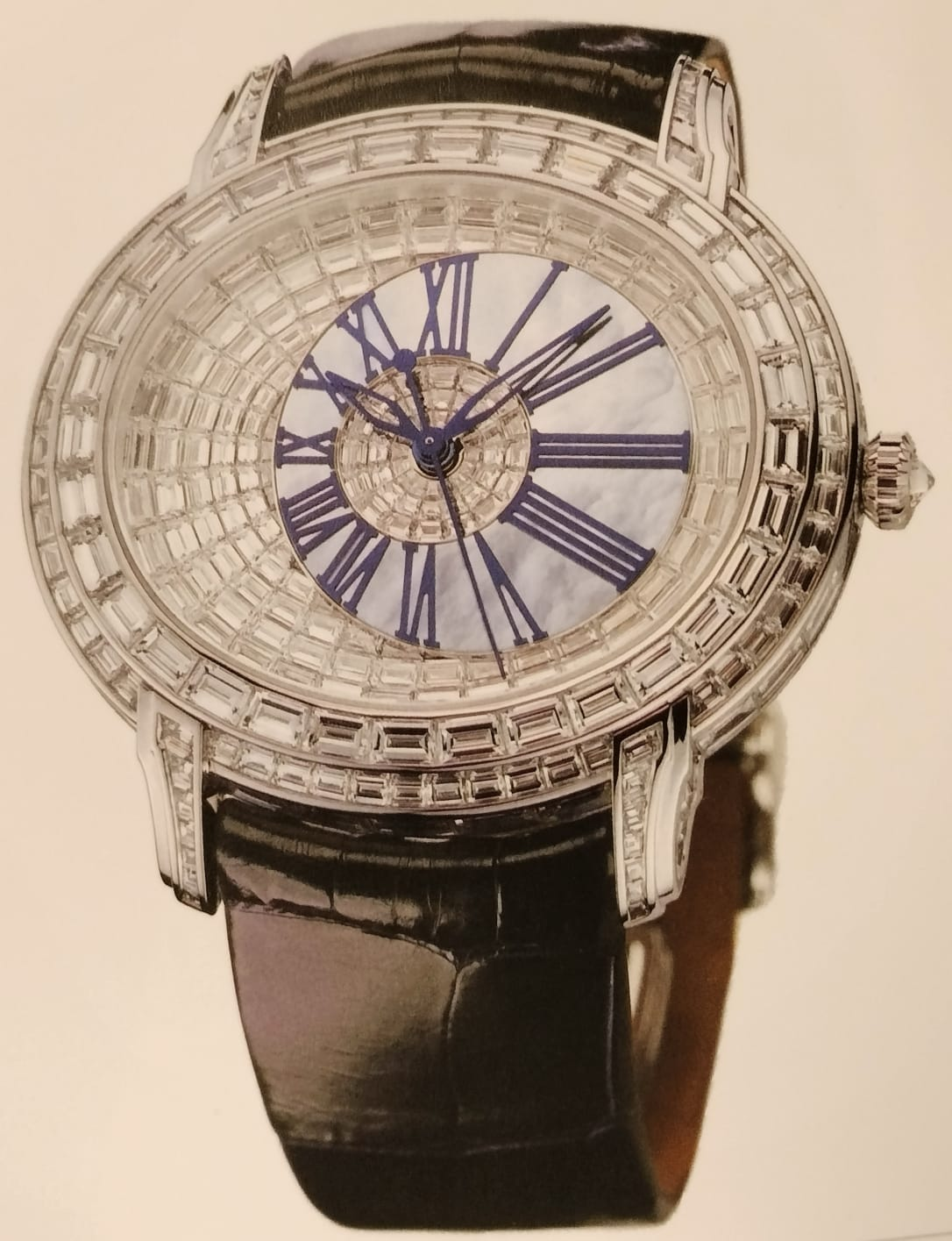
Audemars Piguet Millenary con diamanti (ref. 15327BC)

Audemars Piguet ha creato molte edizioni speciali per celebrare atleti e personaggi vari, tra i quali Sachin Tendulkar, Rubens Barrichello, Jarno Trulli, Quincy Jones, Arnold Schwarzenegger, Shaquille O'Neal, LeBron James, Jay-Z, Michael Schumacher e Juan Pablo Montoya.